# Història d'Irlanda

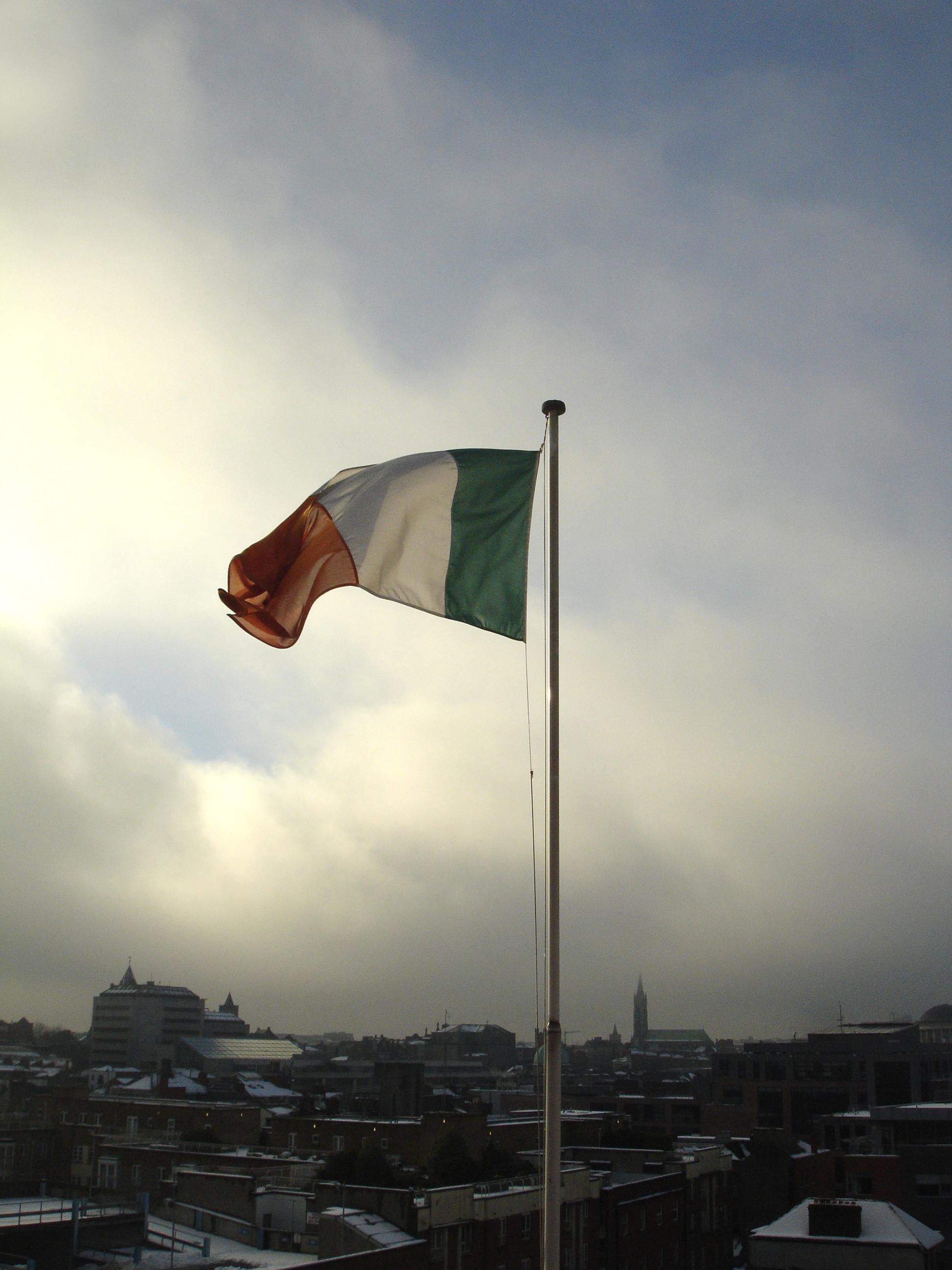
Bandera de l'actual República d'Irlanda onejant sobre el cel de Dublín. L'actual bandera se suposa provisional a l'espera d'una reunificació de l'illa amb la província de l'Ulster, actualment dins del Regne de la Gran Bretanya. S'han proposat diferents models de bandera per a una Irlanda unificada

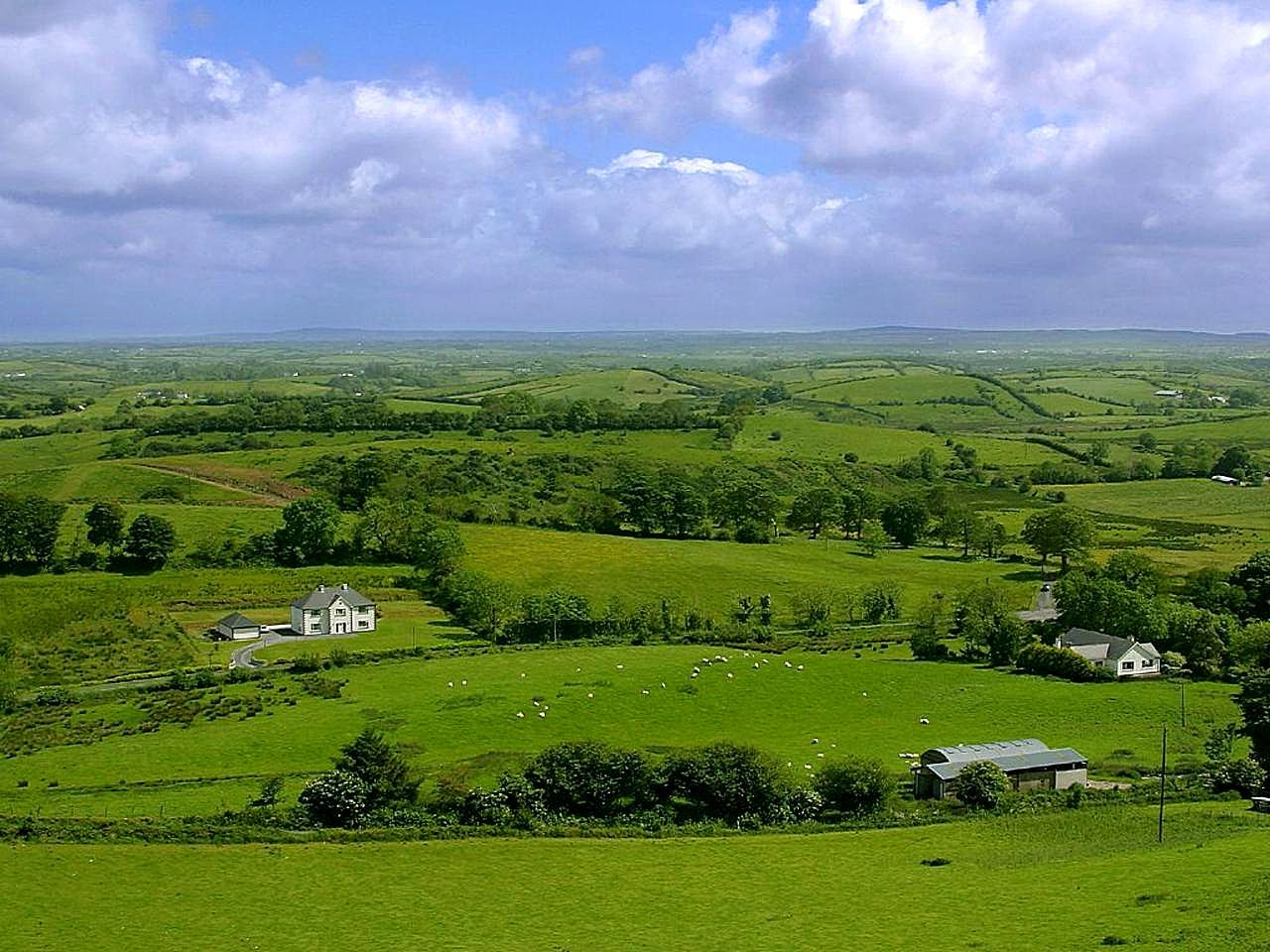
Un paisatge tradicional irlandès on predomina el verd i el blau. És per això que Irlanda també és anomenada l'Illa Maragda

La història d'Irlanda comença amb la prehistòria d'Irlanda, que s'estén per un període entre el primer assentament conegut, al voltant del 8000 aC, fins a l'aparició de la "protohistòrica" Irlanda gaèlica en el moment de la seva cristianització al segle cinquè; el cristianisme cèltic havia subsumit, doncs, o reemplaçat, l'anterior politeisme a la fi del segle sisè.
Al voltant del 800 dC, més d'un segle després, les invasions dels vikings van fer estralls en la cultura monàstica i en diverses dinasties regionals de l'illa, però les dues institucions van demostrar ser prou fortes per a sobreviure i assimilar els invasors nòrdics. La invasió normanda de finals del segle xii va marcar l'inici de més de 700 anys de la participació britànica directa a Irlanda per part del Regne d'Anglaterra i més tard, el 1177, el príncep anglès Joan sense Terra va ser fet senyor d'Irlanda pel seu pare Enric II d'Anglaterra en el concili d'Oxford.
La corona no va tractar de fer valer el control total de l'illa fins que Enric VIII Tudor, rei d'Anglaterra, Escòcia i Gal·les, repudià l'autoritat papal sobre l'Església a Anglaterra per tal de poder casar-se amb Anna Bolena. Això va dur a la posterior rebel·lió de l'irlandès catòlic comte de Kildare, duc de Leinster, poderós terratinent que va amenaçar l'hegemonia anglesa a l'illa. Aleshores, Enric VIII es va proclamar a si mateix rei d'Irlanda i també va tractar d'introduir la seva reforma protestant de l'Església anglicana, que va fracassar a Irlanda. Els intents de conquerir o assimilar els senyorius irlandesos al nou Regne d'Irlanda anglès van portar a dures campanyes militars entre 1534 i 1603. Aquest període es va caracteritzar per una política de la corona anglesa d'establir colònies, que implicaren l'arribada de milers d'anglesos i escocesos protestants, els colons, i el consegüent desplaçament de la precolonització per part dels terratinents irlandesos d'arrel catòlica. A mesura que la derrota militar i política de la Irlanda gaèlica es va fer més pronunciada, a principis del segle xvii els conflictes sectaris entre colons britànics (anglesos i escocesos), protestants i irlandesos catòlics es va convertir en un tema recurrent en la història d'Irlanda.
El 1613, l'enderrocament de la majoria catòlica al Parlament irlandès es va realitzar principalment amb la creació de nombrosos barris nous que van ser dominats pels nous colons, de major poder econòmic i finançats per la corona britànica. A finals del segle xvii, els catòlics romans, com els adeptes de l'antiga religió s'anomenaren a partir d'aleshores a Irlanda, representaven al voltant del 85% de la població d'Irlanda, però malgrat això van ser prohibits al Parlament irlandès. La dominació protestant d'Irlanda es va confirmar després de dos períodes de guerra entre catòlics i protestants: 1641-1652 i 1689-91. El poder polític a partir de llavors es troba completament en mans d'una minoria protestant, mentre que els catòlics i els membres de moviments dissidents protestants, els inconformistes anglicans, van patir privacions polítiques i econòmiques greus a mans de les lleis penals escrites per la minoria protestant dominant.
El Parlament irlandès (Irish House of Commons) va ser abolit el 1801 arran de la republicana rebel·lió irlandesa de 1798, anomenada rebel·lió dels irlandesos units; així, Irlanda es va convertir en una part integral d'un nou Regne Unit de la Gran Bretanya i Irlanda en l'Acta d'Unió de 1800. Encara que es va prometre una derogació de la Test Act (lleis penals), als catòlics no els van ser concedits drets complets fins a l'emancipació catòlica que més tard es va aconseguir a tot el nou Regne Unit el 1829. Això va ser seguit per la primera llei de Reforma de 1832, una condició principal de la qual va ser l'eliminació dels propietaris britànics i irlandesos més pobres, sufragistes.
El Partit Parlamentari Irlandès es va esforçar per tenir preeminència des del 1880 fins que va arribar la Home Rule (una primera forma estatutària per al país), mitjançant el moviment constitucional parlamentari, arribant a guanyar l'Estatut d'Autonomia de 1914, la Third Home Rule Act, encara que aquesta llei es va suspendre després de l'esclat de la Primera Guerra Mundial. L'alçament de Pasqua posat en escena pels republicans irlandesos dos anys més tard va portar a les turbulències del Physical force Irish republicanism, de nou a l'avantguarda de la política irlandesa.

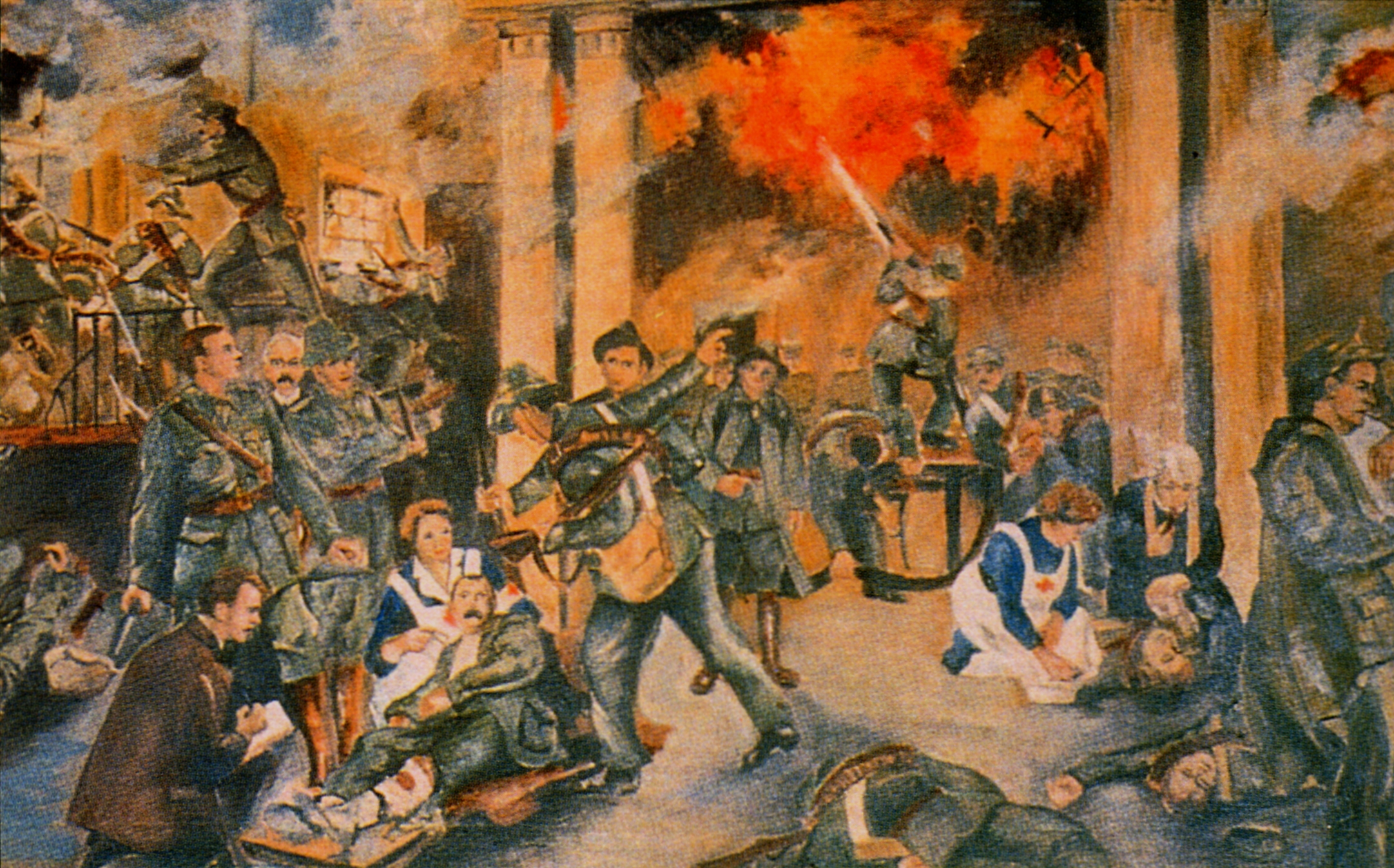
El naixement de la República d'Irlanda, pintura de Walter Paget

El 1922, després de la Guerra d'Independència irlandesa i el tractat Angloirlandès, la part més gran d'Irlanda es va separar del Regne Unit per esdevenir l'independent Estat Lliure d'Irlanda, i després de la constitució de 1937, solament Irlanda. Els sis comtats del nord-est de l'illa d'Irlanda, coneguts com a Irlanda del Nord, es van mantenir per la força de les armes dins del Regne Unit. La Guerra Civil irlandesa va seguir poc després de la Guerra de la Independència. A partir d'aquí, la història d'Irlanda del Nord ja ha estat dominada pel conflicte sectari entre (principalment catòlics, per bé que no tots) nacionalistes irlandesos, i (principalment protestants) unionistes. Aquest conflicte va esclatar durant els anomenats The Troubles a la fi de 1960, fins que l'acord de Divendres Sant va portar a una pau precària trenta anys després, fins al dia d'avui, en què el conflicte no està del tot resolt.

## Prehistòria irlandesa (8000 aC - 400 dC) i origen etimològic

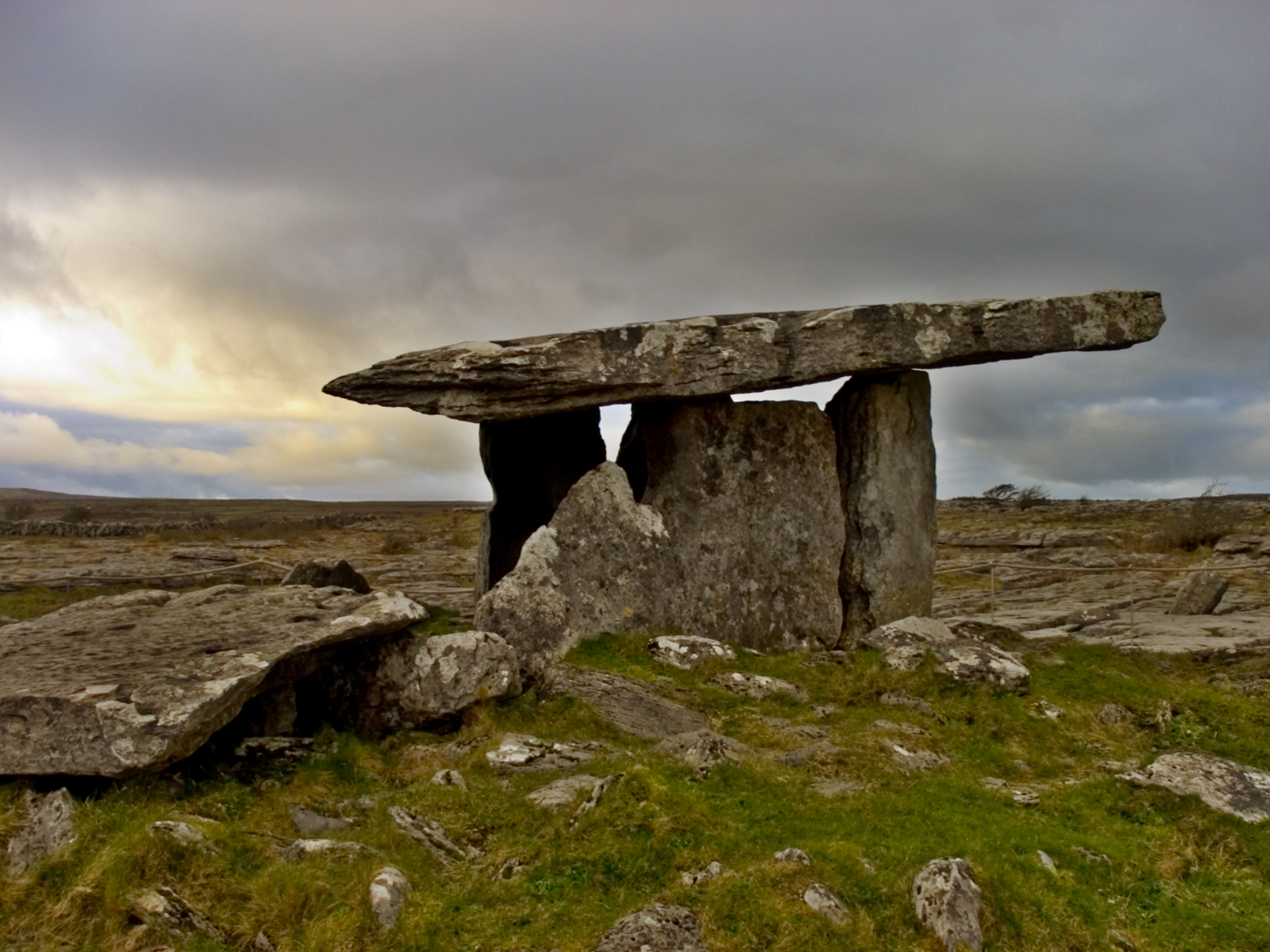
Dolmen de Poulnabrone

Els celtes anomenaven Éire ( ? i  escolteu-ne la pronunciació en irlandès) la població de l'illa d'Irlanda, de manera que la terra que habitaven va començar a anomenar-se Éireann. Amb l'arribada de la llengua anglesa, el nom es va adaptar convertint-se en Ireland ( ? i  escolteu-ne la pronunciació en anglès), que vol dir, literalment, 'terra dels irlandesos'.

### El paleolític i el neolític a Irlanda (8000 aC - 2000 aC)

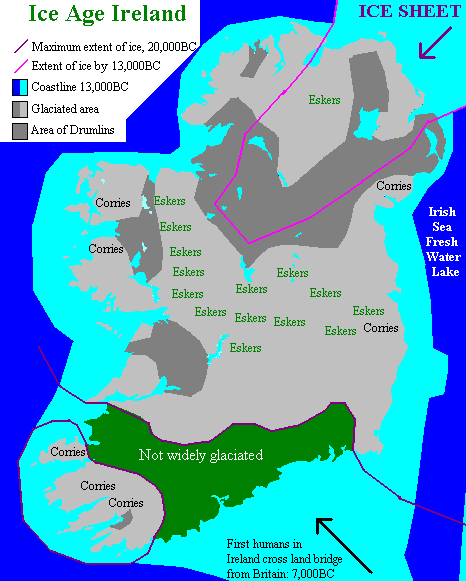
Irlanda durant l'edat de gel (en anglès)

El que se sap de la Irlanda precristiana prové de referències escrites de l'antiga Roma, la poesia irlandesa (quasi sempre de transmissió oral), el mite i l'arqueologia. Mentre que algunes possibles eines del Paleolític han estat trobades a Irlanda, cap de les troballes són convincents com a poder parlar d'habitants paleolítics a l'illa. Els primers habitants d'Irlanda eren caçadors recol·lectors del mesolític que van arribar en algun moment després de l'any 8000 aC, quan el clima s'havia tornat més hospitalari arran de la retirada dels casquets polars (encara que algunes restes que es creu que són d'abans de 9000 aC s'han trobat en la cova de Kilgreany al comtat de Waterford). Alguns autors consideren que un pont de terra que connectava Irlanda a Anglaterra encara existia en aquest temps. Els estudis més recents indiquen que Irlanda es va separar de la Gran Bretanya aproximadament el 14000 abans de Crist, quan el clima era encara fred i les capes de gel locals persistien en algunes parts del país.
Les persones que vivien a l'illa van romandre com a caçadores recol·lectores fins prop de l'any 6000 aC; s'argumenta que és quan els primers signes de l'agricultura complexa comencen a mostrar-se amb el descobriment dels Céide Fields al comtat de Mayo, que va conduir a l'establiment d'una cultura relativa al Neolític, que es caracteritza per l'aparició de la ceràmica, eines de pedra polida, cases de fusta rectangulars i tombes megalítiques comunals. Algunes d'aquestes tombes són enormes monuments de pedra, com la tomba de corredor de Newgrange (es podria dir que és l'estructura dissenyada astronòmicament més antiga del món), Knowth i Dowth, molts d'aquestes alineades astronòmicament (sobretot, Newgrange). Quatre tipus principals de sepulcres megalítics han sigut identificats: Dolmen, Cairn amb pati, tomba de corredor i tomba de corredor en falca. A Leinster i Munster, els barons adults van ser enterrats en petites estructures de pedra individuals, anomenades cista, sota monticles de terra i van ser acompanyats per una distintiva ceràmica decorada. Aquesta cultura aparentment va prosperar i l'illa es va tornar progressivament més poblada. A prop del final del Neolític, nous tipus de monuments es van desenvolupar, com recintes circulars amb murs de contenció i construccions circulars de fusta, pedra i fosses.

### L'edat de bronze a Irlanda i l'arribada dels celtes, Tuatha Dé Danann (2000 aC - 600aC)
L'edat de bronze va començar un cop el coure va ser fos en aliatge amb l'estany per produir objectes de bronze veritable; a Irlanda, això va tenir lloc al voltant del 2000 aC, quan algunes destrals planes es van produir a Ballybeg i obres de metall associat també van aparèixer al seu voltant. El període anterior a aquest, en què es van produir la majoria de les destrals de Ballybeg i Lough Ravel, es coneix com l'edat del coure o Calcolític, i va començar al voltant de 2500 aC. Aquest període també va veure la producció d'elaborats productes d'or i bronze, en general ornaments, armes i eines. Hi va haver un moviment que s'allunyà de la construcció de les tombes megalítiques comunals per a realitzar l'enterrament dels morts a les petites cistes de pedra o fosses simples, que podien estar situats als cementiris o en monticles de terra circular o de pedra construïts, anomenats, respectivament, túmuls i cairns. Quan avançà el període, l'enterrament per inhumació va donar pas a la cremació i, en l'edat del bronze mitjà, les cendres eren col·locades sovint dins grans urnes funeràries.

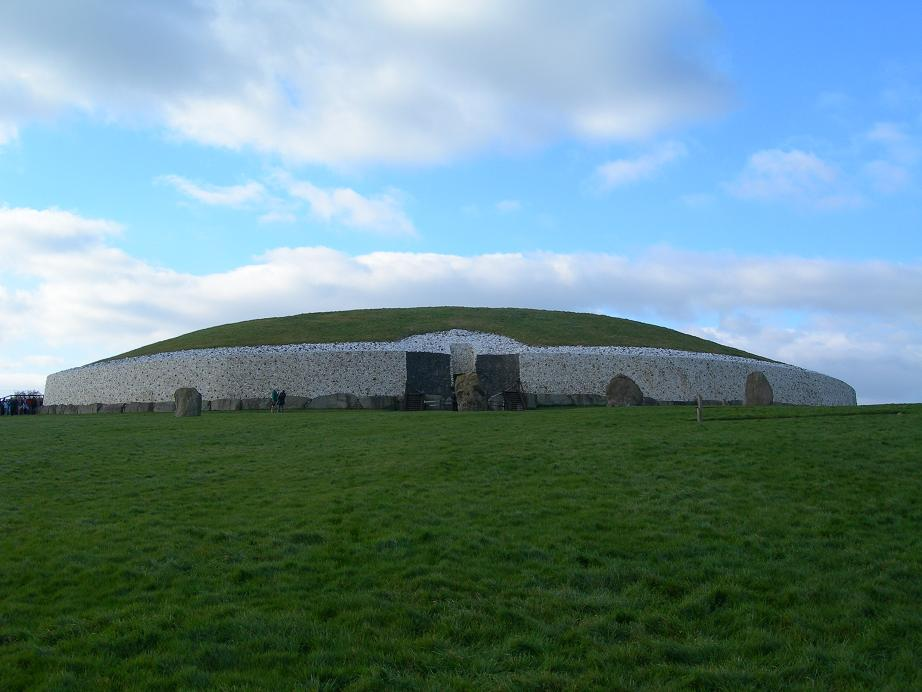
Newgrange, construïda durant el 3200 aC, és una tomba de passatge localitzada a Brú na Bóinne

Abans del 1600 aC, els habitants de l'illa s'organitzaven en clans familiars. Cada clan controlava una porció de territori. Eren comunitats caçadores recol·lectores i més tard evolucionaren, començant a conrear aliments, domesticar animals i manufacturar eines i objectes diversos, ja dins l'edat del bronze. El 1600 aC, aproximadament, els celtes arriben a Irlanda (Tuatha, segons la poesia oral gaèlica irlandesa), i amb ells la seva cultura i costums. Políticament, divideixen l'illa en quatre províncies (Leinster, Munster, Connacht i Ulster). Sense patir l'amenaça d'invasió romana, la cultura celta es desenvolupa tranquil·lament durant segles. Els celtes respectaren l'organització en petits clans, els anomenats Tuatha, i n'arribaren a existir un mínim de 150 per a una població total de 500.000 habitants.

### Consolidació celta i contactes amb l'Imperi romà (600 aC - 400dC)
L'edat del ferro a Irlanda va començar al voltant de l'any 600 aC. El període entre el començament de l'edat del ferro i el període històric (431 aC) va veure la infiltració gradual de petits grups de persones de parla celta a Irlanda, portant amb ells objectes de la cultura celta continental, anomenada cultura de la Tène, i són trobats en almenys la part nord de l'illa pel 300 aC. ISBN 0-7171-2829-6. El resultat d'una barreja gradual celta i les cultures indígenes (els Tuatha) donaria lloc a l'aparició de la cultura gaèlica al segle cinquè. És també durant el segle cinquè que els principals regnes d'In Tuisceart, Airgialla, Ulaid, Mide, Laigin, Mumhain i Cóiced Ol nEchmacht comencen a sorgir (vegeu regnes de l'antiga Irlanda). Dins d'aquests regnes va florir una rica cultura. La societat d'aquests regnes estava dominada per una classe alta que consistia en guerrers aristocràtics i gent sàvia, que possiblement inclogueren druides.

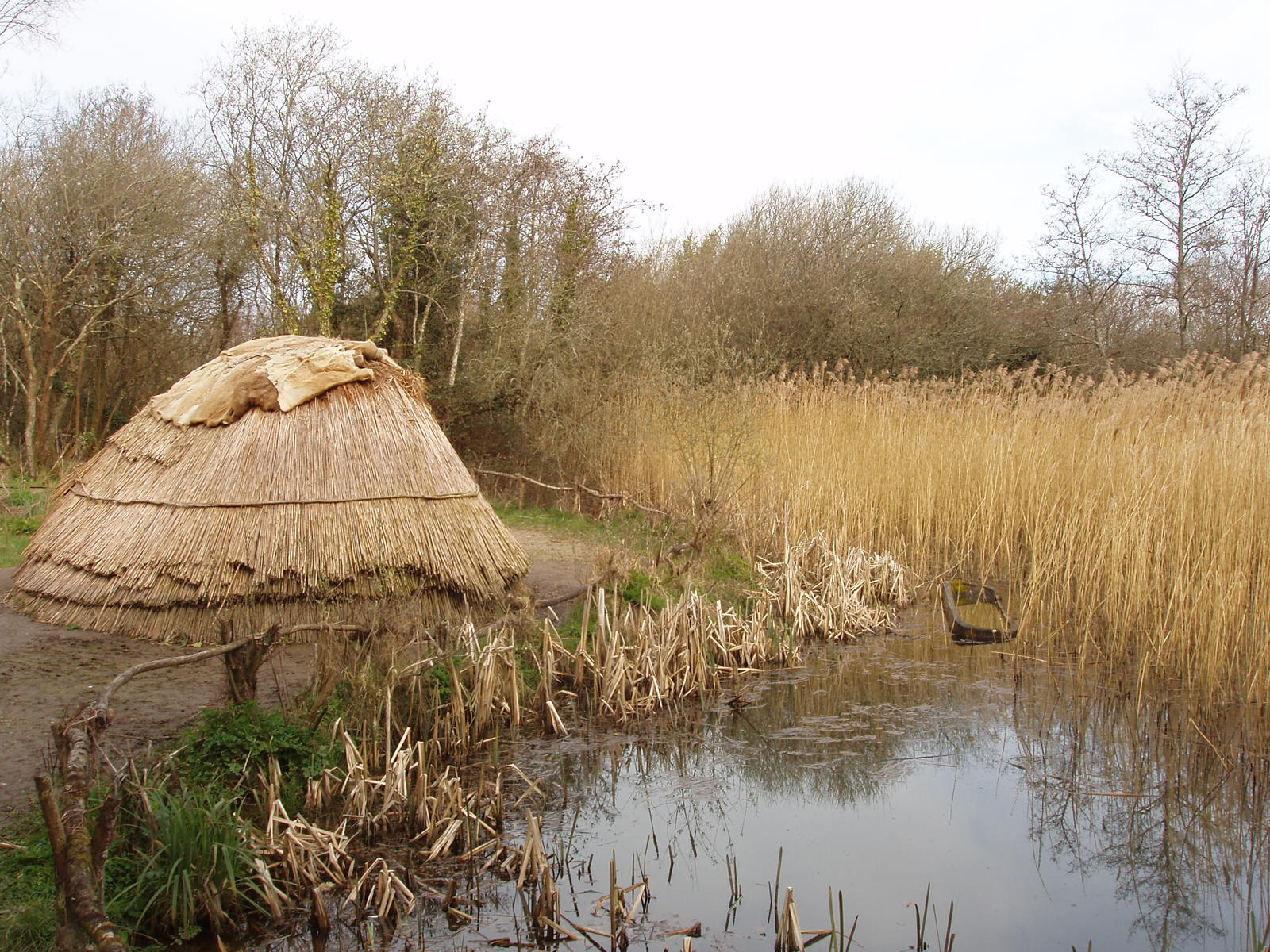
Cabana de caçadors recol·lectors a l'Irish National Heritage Park

Els lingüistes es van adonar des del segle xvii que la llengua parlada per aquestes persones, l'idioma goidèlic, era una branca de les llengües cèltiques. Això, en general, s'explica com a resultat de les invasions celtes del continent. No obstant això, altres investigacions han postulat que la cultura es va desenvolupar gradualment i de manera contínua, i que la introducció de la llengua i els elements de la cultura celta pot haver estat resultat d'un intercanvi cultural amb els grups celtes al sud-oest de l'Europa continental des del Neolític fins a l'edat del bronze.
La hipòtesi que els habitants nadius de la baixa edat de bronze van absorbir gradualment influències celtes ja ha rebut el suport d'algunes investigacions genètiques recents.
Els romans es referien a Irlanda com a Hibernia. Ptolemeu en el 100 dC registra la geografia i les tribus d'Irlanda. Irlanda mai va ser formalment part de l'Imperi Romà, però la influència romana es projectà sovint molt més enllà de les seves fronteres formals. Tàcit escriu que un príncep irlandès exiliat era amb Gneu Juli Agrícola a Gran Bretanya i va tornar per prendre el poder a Irlanda. Juvenal ens diu que els "braços romans havien anat més enllà de les costes d'Irlanda". En els últims anys, alguns experts han plantejat la hipòtesi que forces gaèliques patrocinades per Roma (o potser fins i tot regulars romans) van muntar una espècie d'invasió al voltant de l'any 100, però la relació exacta entre Roma i les dinasties i pobles d'Hibernia roman poc clara.
Confederacions d'irlandesos (els escots) van atacar i es van establir a la Bretanya en la gran conspiració de 367. En particular, els Dalriada es van establir a Escòcia occidental i les illes occidentals.

## Principis cristians d'Irlanda (400-800)

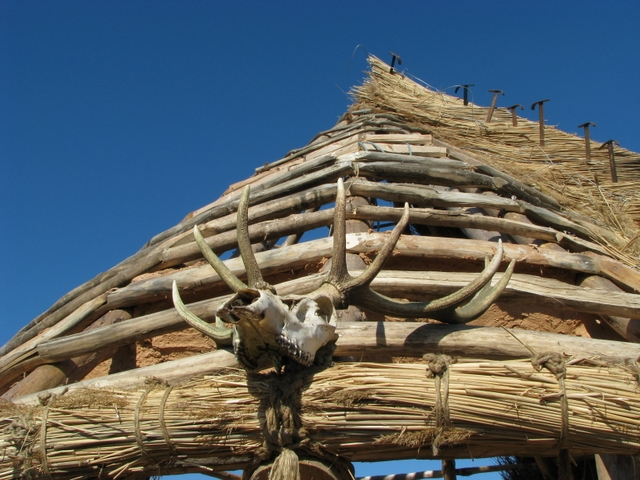
Crannóg a Castle Espie, Irlanda. Un crannóg era una illa artificial construïda en un llac per ser habitada i ser fàcilment defensable

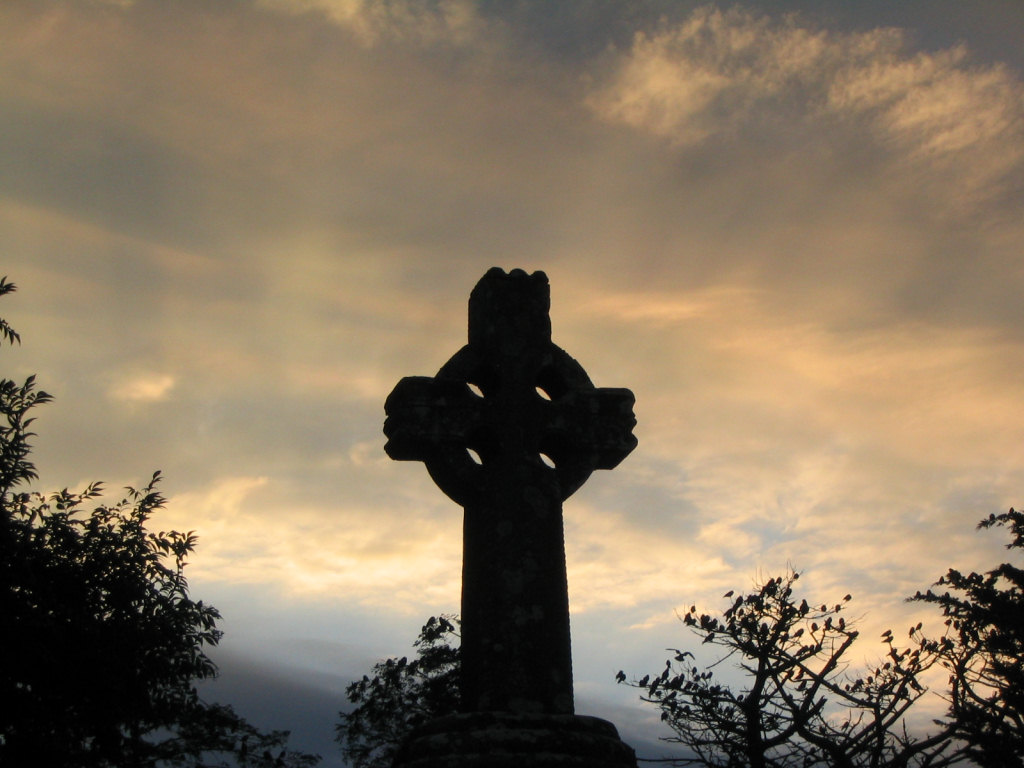
Creu cèltica a Knock

Els segles centrals del primer mil·lenni dC van marcar grans canvis a Irlanda. Niall Noigiallach (mort el 450/455 dC) va establir les bases de l'hegemonia de la dinastia Uí Néill en gran part de l'oest, nord i centre d'Irlanda. Políticament, l'antic èmfasi en l'afiliació tribal havia estat substituït durant el 700 pel fons patrilineal i dinàstic. Molts regnes i pobles que van ser poderosos van desaparèixer. Pirates irlandesos van colpejar tota la costa de l'oest de la Gran Bretanya de la mateixa forma en què els vikings després atacaren Irlanda. Alguns d'aquests fundaren regnes totalment nous a la terra dels pictes i, en menor mesura, en algunes parts de Gal·les. Els attacotti del sud de Leinster podien haver servit a l'exèrcit romà a mitjans i finals del 300 dC.

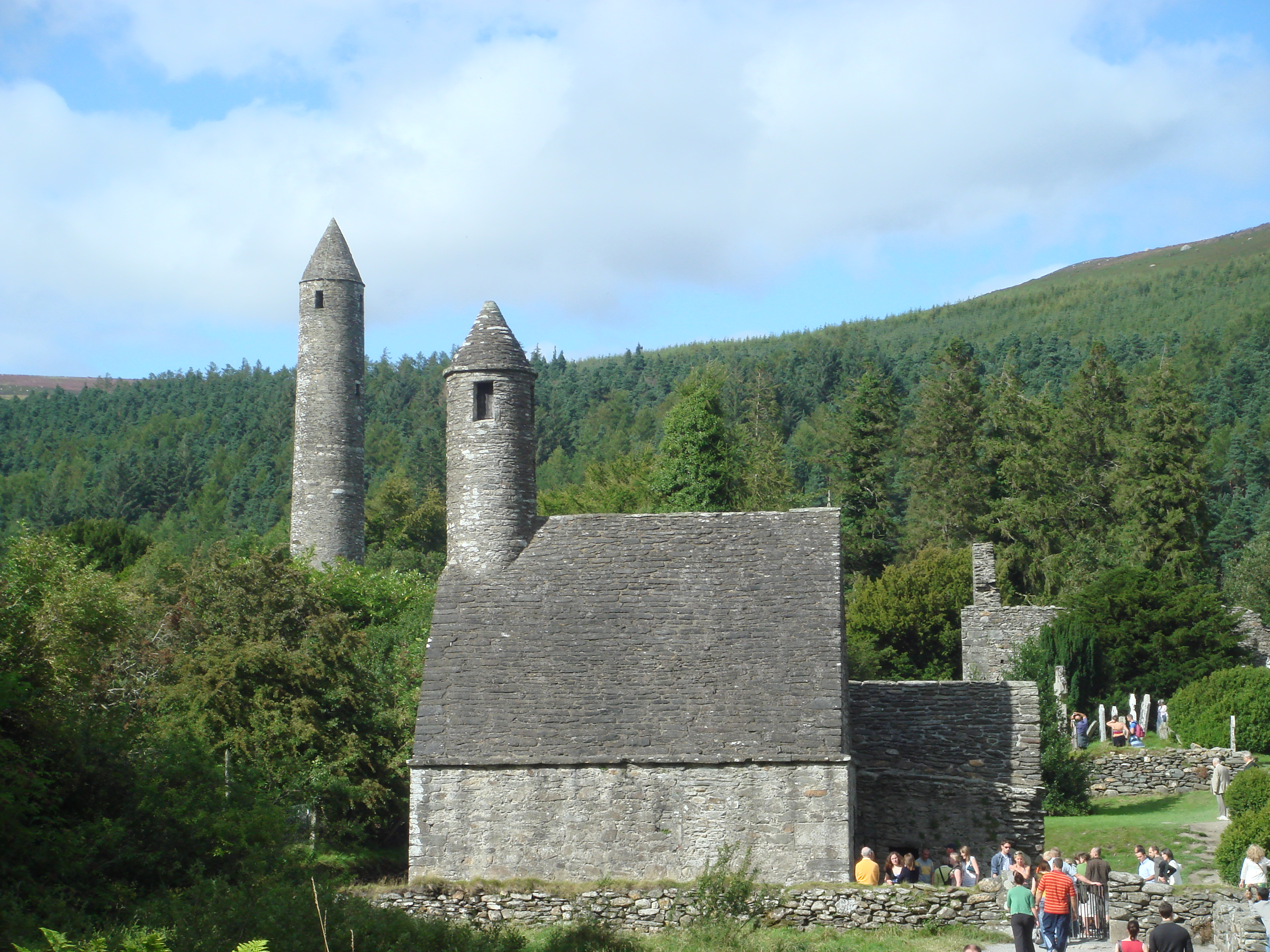
Monestir a Glendalough, comtat de Wicklow

Potser van ser els irlandesos que serviren a l'exèrcit romà, rics comerciants o esclaus robats a la Gran Bretanya o la Gàl·lia, els que primer van portar la fe cristiana a Irlanda. Algunes fonts antigues afirmen que hi va haver missioners actius al sud d'Irlanda molt abans de sant Patrici. Fos quin fos el motiu, probablement, durant aquesta època, hi havia molts cristians a Irlanda; aquesta nova fe va tenir un efecte profund sobre els irlandesos.
La tradició sosté que l'any 432, St. Patrick va arribar a l'illa i en els anys següents va treballar per convertir els irlandesos al cristianisme. D'altra banda, d'acord amb Pròsper d'Aquitània, un cronista de l'època, Pal·ladi d'Escòcia va ser enviat a Irlanda pel papa l'any 431 com a primer bisbe als irlandesos que creuen en Crist, la qual cosa demostra que ja existien cristians que vivien a Irlanda. Pal·ladi sembla haver funcionat únicament com a bisbe dels cristians irlandesos en els regnes de Leinster i Meath, mentre que Patrick (que va poder haver arribat tan tard com el 461) va treballar en primer lloc com a missioner dels irlandesos pagans, en els regnes més remots i incomunicats a l'Ulster i Connacht.

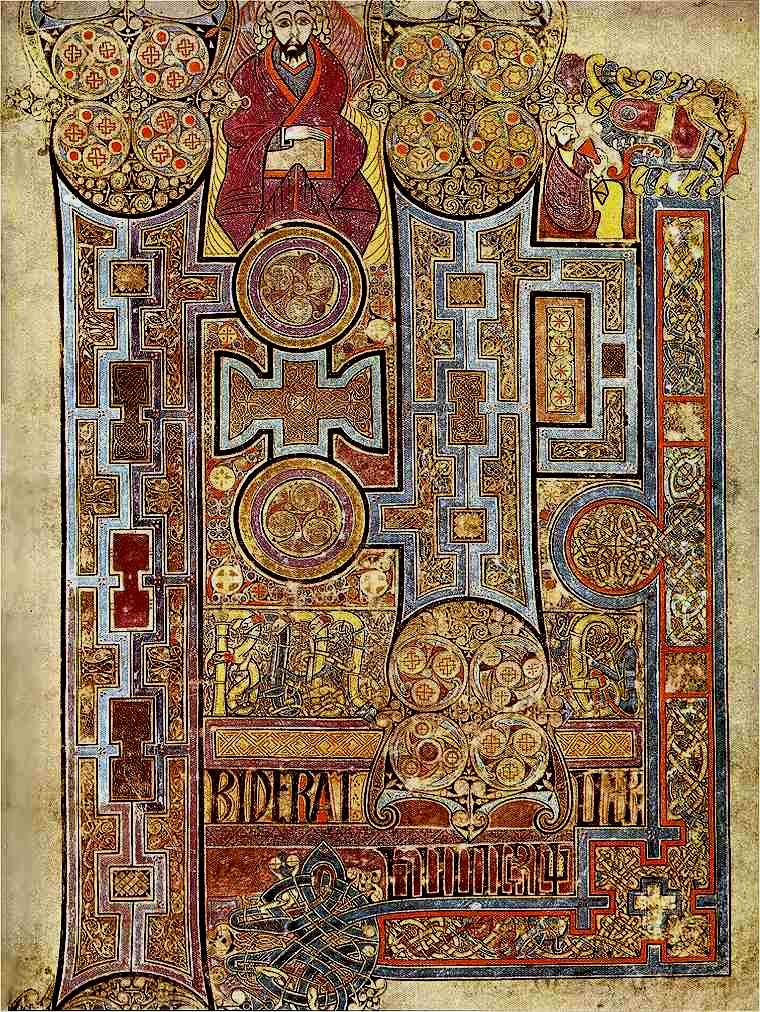
Una pàgina del Llibre de Kells que obre l'Evangeli de Joan

L'arquebisbe Patrici d'Irlanda arribà a Irlanda provinent de Gal·les el 432, amb la intenció de difondre el cristianisme per l'illa. Fins aleshores, els celtes rendien culte als seus propis éssers mitològics i símbols. Sant Patrici aconsegueix la conversió de bona part dels caps dels clans així com la introducció del llatí en alguns cercles. A partir d'aquell moment, Irlanda esdevé cristiana, tot i que mai s'oblidarà la mitologia celta. Patrick és tradicionalment acreditat amb la preservació dels patrons tribals i socials dels irlandesos, la codificació de les seves lleis i canviant només els que entraven en conflicte amb les pràctiques cristianes. Se li atribueix la introducció de l'alfabet romà, cosa que va permetre als monjos irlandesos conservar parts de l'extensa literatura oral celta. La historicitat d'aquestes històries orals continua sent objecte de debat i no hi ha evidència directa que uneixi Patrick amb cap d'aquests èxits. El mite de Patrick, com els estudiosos es refereixen a ell, es va desenvolupar als segles posteriors a la seva mort.
La tradició druida, per altra banda, va davallar per primera vegada davant la difusió de la nova fe i, en última instància, davant les conseqüències de la fam i la plaga a causa dels fenòmens meteorològics extrems de 535-536. Estudiosos irlandesos van destacar l'estudi de l'aprenentatge del llatí i la teologia cristiana en els monestirs que van florir poc després. Missioners d'Irlanda viatjaren a Anglaterra i l'Europa continental, i gràcies a ells es va difondre la notícia de la floració de la cultura i l'aprenentatge a l'illa, i acadèmics d'altres països van venir als monestirs irlandesos. L'excel·lència i l'aïllament d'aquests monestirs van ajudar a preservar l'aprenentatge del llatí durant l'edat mitjana. El període de l'art insular, principalment en els camps del manuscrit il·luminat, la metal·lúrgia i l'escultura va produir tresors tals com el Llibre de Kells, el calze d'Ardagh i les creus de pedra tallada que esquitxen l'illa. L'estil insular seria un ingredient crucial en la formació de l'art romànic i l'art gòtic en tota l'Europa occidental. Els llocs construïts en aquest període inclouen els clochán, ringforts i el fort de promontori.
Francis John Byrne descriu l'efecte de les epidèmies que es van produir durant aquesta època:
Les plagues dels 660 i 680 van tenir un efecte traumàtic en la societat irlandesa. L'edat d'or dels sants havia acabat, juntament amb la generació de reis que podien disparar la imaginació d'un escriptor de sagues. La tradició literària mirà cap enrere, a l'època dels fills d'Aed Sláine (Diarmait i Blathmac, que va morir el 665), com el final d'una era. Antiquaris, brehons, genealogistes i hagiògrafs, van sentir la necessitat de recollir les tradicions antigues abans de ser totalment oblidades. Moltes van ser, de fet, empassades per l'oblit; quan examinem els textos de Tirechan ens trobem amb fosques referències a tribus que són força desconegudes per la tradició genealògica més tardana. Les lleis descriuen una societat tribal que desapareixia, i el significat i l'ús de la paraula Moccu s'extingeix amb l'arcaic irlandès antic.
La primera intervenció anglesa a Irlanda es va dur a terme en aquest període. A l'estiu de 684 dC, una força expedicionària anglesa enviada pel rei de Northúmbria Ecgfrith va envair Irlanda. Les forces angleses es van apoderar de botí i diversos captius; però, pel que sembla, no es van quedar a Irlanda gaire temps. La propera intervenció anglesa a Irlanda es va produir uns 500 anys més tard, quan els normands van envair l'illa el 1169.

## Alta edat mitjana i època viking (800-1166)

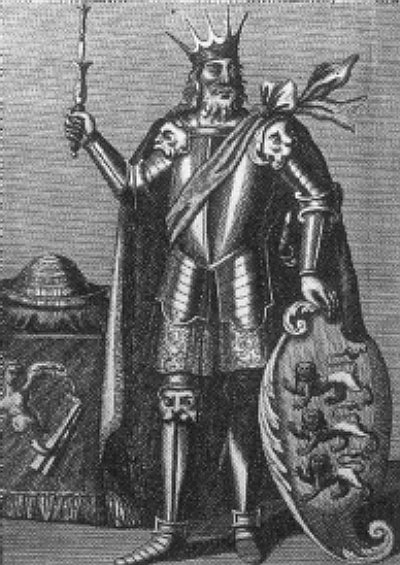
Brian Boru, heroi irlandès que va lluitar contra els vikings

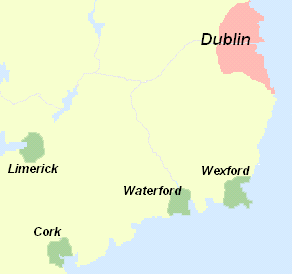
Mapa dels assentaments vikings a Irlanda

El primer atac registrat viking en la història d'Irlanda es va produir l'any 795, quan els vikings de Noruega saquejaren l'illa. Les primeres incursions vikingues van ser de ritme ràpid en general i de petita escala. Aquestes primeres incursions van interrompre l'edat d'or de la cultura irlandesa cristiana i van marcar l'inici de dos segles de guerres intermitents, amb onades d'invasors vikings saquejant monestirs i pobles d'Irlanda. La major part d'aquests primers assaltants van arribar des de l'oest de Noruega. A partir de finals del segle viii i durant els segles IX i x, els vikings provinents d'Escandinàvia assetgen i envaeixen Irlanda saquejant els monestirs i robant les principals riqueses de l'illa. Els vikings triomfen en bona part gràcies a l'aïllament i desunió que afectava els diversos clans i petits regnes. Al nord d'Irlanda, el clan dels O'Neill va ser l'únic capaç de resistir els atacs escandinaus. Els vikings estableixen la seva capital a l'actual Dublín i funden ciutats com Waterford o Limerick. Finalment, un cap d'un petit territori a la província de Munster anomenat Brian Boru aconsegueix unificar bona part de l'illa sota el seu control. Això inquietà els vikings, que organitzaren una gran expedició per acabar amb el seu poder. La gran batalla té lloc a Clontarf el 1014, i l'exèrcit de Brian Boru hi resultà victoriós i els vikings expulsats.
Els vikings van ser mariners experts, que viatjaven amb drakkars, i pels primers anys del 840 dC havien començat a establir assentaments a les costes d'Irlanda per passar els mesos d'hivern. Els vikings van fundar assentaments en diversos llocs; el més famós n'és Dublín. Registres escrits d'aquesta època (principis i mitjans de 840) mostren que els vikings s'estaven movent més cap a l'interior realitzant els atacs (sovint amb l'ús de rius) i després es retiraven a les seves casernes costaneres.
El 852, els vikings van desembarcar a la badia de Dublín i van establir una fortalesa. Després de diverses generacions, un grup d'origen ètnic mixt irlandès i nòrdic va sorgir, els nòrdic-gaèlics o Gall-Gaels (Gall és la paraula irlandesa, en irlandès antic, per a 'estranger').
L'any 902 dC, els vikings van ser expulsats d'Irlanda pel rei irlandès Muirecán. Els vikings van fugir a Gal·les per vaixell, però seria per tornar més tard a reprendre Dublín. No obstant això, els vikings mai van aconseguir la dominació total d'Irlanda, sovint lluitant per i en contra de diversos reis irlandesos. La batalla de Clontarf de 1014 va iniciar el declivi del poder dels vikings a Irlanda. No obstant això, les ciutats que els vikings havien fundat van continuar florint i el comerç es va convertir en una part important de l'economia irlandesa.

## Irlanda normanda (1168-1536)

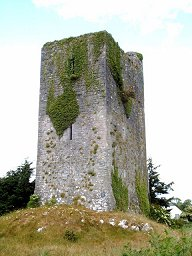
Una torre normanda prop de Quin, comtat de Clare. Els normands van consolidar la seva presència a Irlanda amb la construcció de centenars de castells i torres com aquesta

### Arribada dels normands
El 1170, soldats anglonormands provinents d'Anglaterra comencen a arribar a Irlanda amb la intenció de conquerir-la. Al segle xii, Irlanda estava dividida políticament en una sèrie de petits regnes que tenien llaços jeràrquics entre si. Malgrat això, el poder era exercit pels caps d'unes poques dinasties regionals que competien entre si constantment per la supremacia sobre tota l'illa. Un d'aquests homes, el rei Diarmait Mac Murchada, del Regne de Leinster, va ser exiliat per força pel nou gran rei, Ruaidrí mac Tairrdelbach Ua Conchobair del regne occidental de Connacht. Fugint a Aquitània, Diarmait va obtenir el permís d'Enric II d'Anglaterra, anomenat Henry II, per reclutar cavallers normands per recuperar el seu regne. El primer cavaller normand va desembarcar a Irlanda el 1167, seguit per les principals forces normandes, gal·leses i flamenques. Diversos comtats van ser restaurats sota el control de Diarmait, que va nomenar el seu fillastre, el normand Richard de Clare, segon comte de Pembroke, conegut com a Strongbow, com a hereu del seu regne. El rei Enric d'Anglaterra, que temia l'establiment d'un estat normand rival a Irlanda, va decidir intervenir en els afers polítics i militars irlandesos, intentant establir la seva autoritat.

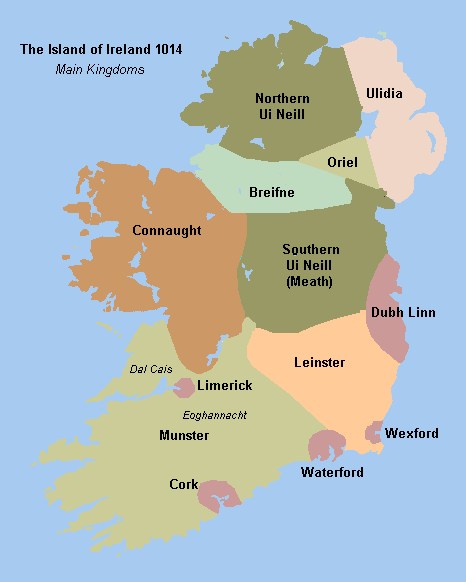
Irlanda 1014: un mosaic de regnes rivals

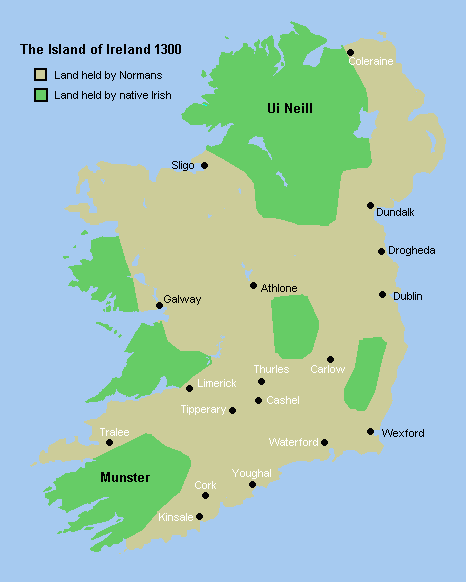
El grau de control normand d'Irlanda l'any 1300

Amb l'autoritat que li donà la butlla papal Laudabiliter del papa Adrià IV, Henry va desembarcar a Irlanda amb una gran flota a Waterford el 1171, i es convertí en el primer rei d'Anglaterra que va posar un peu a Irlanda. Henry va concedir els seus territoris irlandesos al seu fill menor, John, amb el títol Dominus Hiberniae ('el senyor d'Irlanda'). Quan Joan va succeir inesperadament al seu germà gran com a rei d'Anglaterra el "senyoriu d'Irlanda" va caure directament sota la corona anglesa.

### Senyoriu d'Irlanda

Escut d'armes del senyoriu d'Irlanda

Els normands, inicialment, controlaven tota la costa est, des de Waterford fins a l'est de l'Ulster, i van penetrar una distància considerable cap a l'interior. Els comtats, però, continuaven governats per molts reis petits. El primer senyor d'Irlanda va ser el rei Joan, que va visitar Irlanda el 1185 i el 1210 i va ajudar a consolidar les zones controlades per normands, alhora que garantí la independència de molts reis irlandesos que li van jurar lleialtat. L'ofensiva normanda, doncs, acabarà triomfant i en alguns anys, cap al 1250 aproximadament, prengué el control de gran part de l'illa. Poc de temps després, alguns hereus dels alts càrrecs de les antigues famílies irlandeses ajunten esforços i comencen a combatre la invasió anglonormanda, i n'aconsegueixen recuperar alguns territoris.
Malgrat tot, al llarg del segle xiii, la política dels reis anglesos va ser afeblir el poder dels senyors normands a Irlanda. Per exemple, el rei Joan instà Hugh de Lacy, primer comte d'Ulster, a desestabilitzar i enderrocar al llavors senyor de l'Ulster, abans de nomenar-lo primer comte. La comunitat hibernonormanda va patir una sèrie d'invasions que van fer cessar la difusió del seu assentament i poder. La política i els esdeveniments a la Irlanda gaèlica serveixen per a portar els colons més a l'òrbita dels irlandesos que dels normands.

### Ressorgiment gaèlic i declivi normand

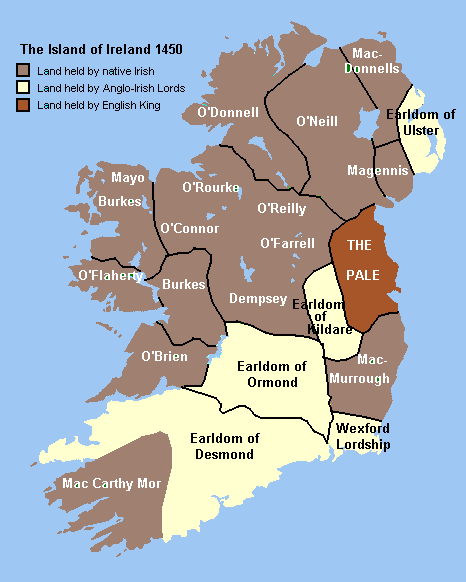
La Palissada (The Pale) i la situació política d'Irlanda l'any 1450

L'any 1261, el debilitament dels normands s'havia convertit en manifest quan Fineen MacCarthy va derrotar un exèrcit normand en la batalla de Callann. La guerra va continuar entre els diferents senyors i comtes uns 100 anys, causant una gran destrucció, sobretot al voltant de Dublín. En aquesta situació caòtica, els senyors irlandesos locals van recuperar grans quantitats de terra que les seves famílies havien perdut des de la conquesta i que passaren al seu poder després que la guerra hagués acabat. Els territoris recuperats s'organitzen en comtats (counties). Després d'això, el 1336 i 1394, Eduard III i Ricard II, respectivament, realitzen atacs molt durs cap a la resistència irlandesa que, malgrat tot, no acaben aconseguint la imposició del control anglès en tot el territori.
La pesta negra va arribar a Irlanda el 1348. Atès que la majoria dels habitants anglesos i normands d'Irlanda vivien en ciutats i pobles, la plaga els va colpejar molt més del que va fer a l'irlandès natiu, que vivia en assentaments rurals més dispersos. Després que hagués passat, la llengua gaèlica i els costums irlandesos van arribar a dominar el país de nou. El territori controlat pels anglesos es va contraure a una àrea fortificada al voltant de Dublín (la Palissada), i tenia poca autoritat real.
A finals del segle xv, el centre d'autoritat anglès a Irlanda havia gairebé desaparegut. Les preocupacions d'Anglaterra van ser desviades per la Guerra de les Roses. El senyoriu d'Irlanda estava en mans dels poderosos Fitzgerald, comte de Kildare, que va dominar el país per mitjà de la força militar i les aliances amb els senyors i clans irlandesos. En tot el país, els senyors gaèlics van ampliar els seus poders a costa del govern anglès a Dublín, però el poder del govern gaèlic de Dublín va ser greument amenaçat per la introducció de la llei de Poynings el 1494. Segons aquesta llei, el Parlament irlandès es va posar essencialment sota el control del Parlament de Westminster a Anglaterra.

## Irlanda a l'edat moderna (1536-1691)

### El Regne d'Irlanda: conquesta anglesa i rebel·lió

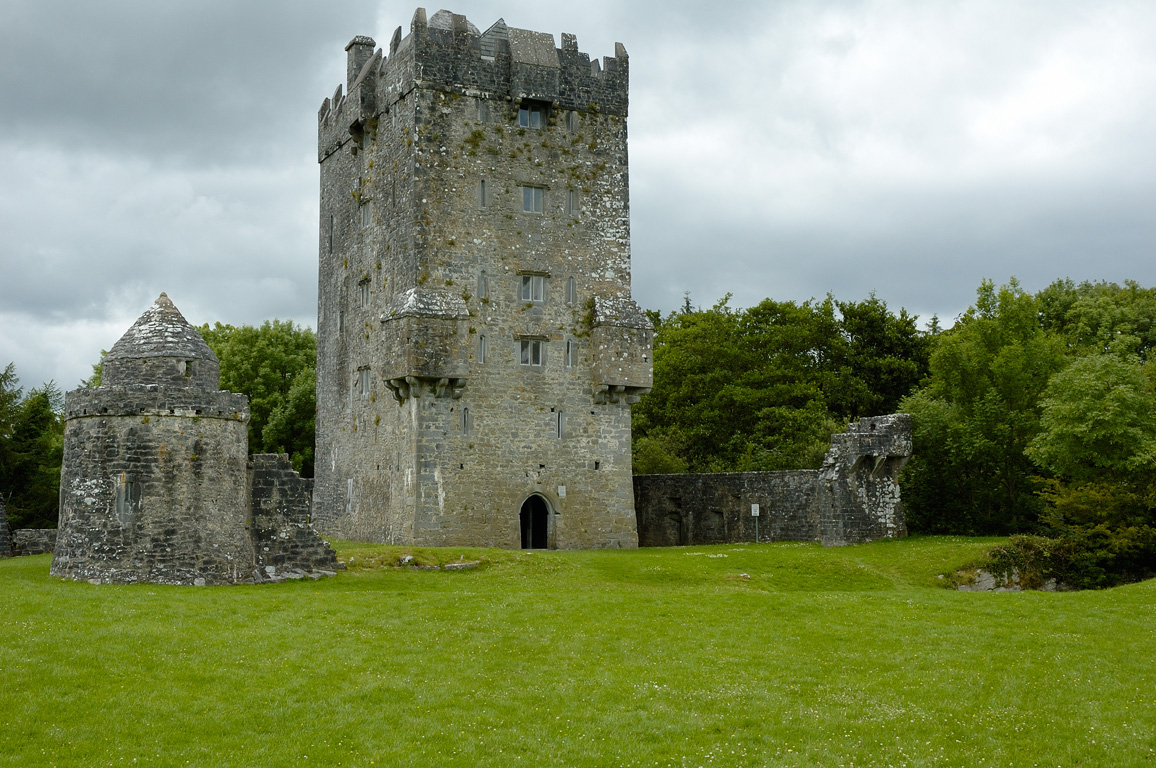
Aughnanure, castell del clan dels O'Flaherty al comtat de Galway

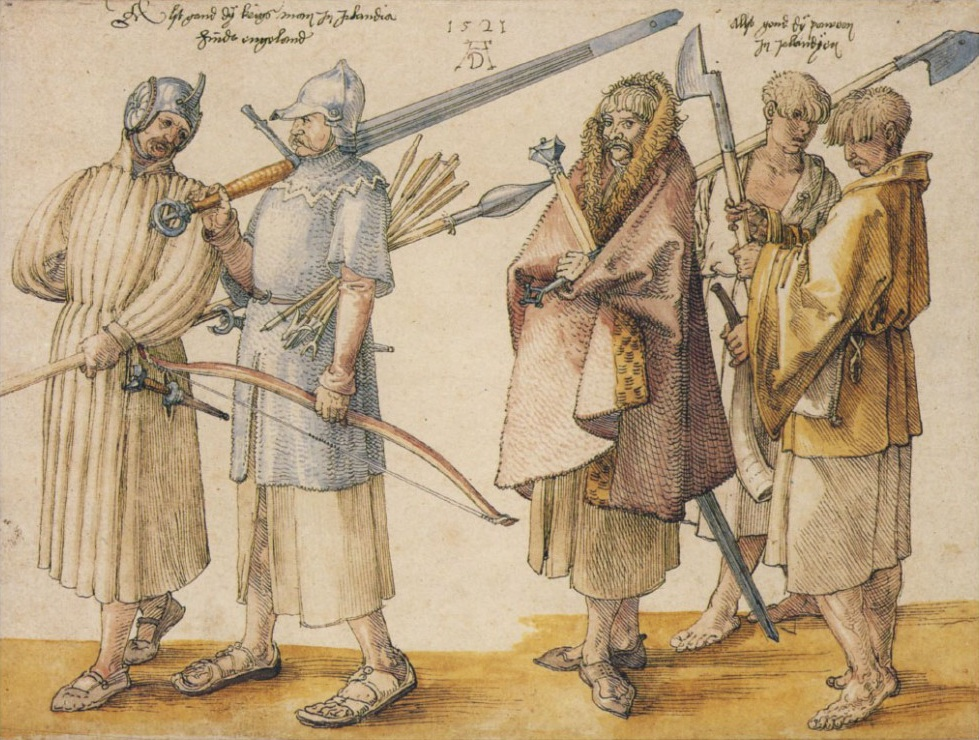
Soldats irlandesos, 1521, per Albrecht Dürer

El 1534 Enric VIII, rei d'Anglaterra, refusa reconèixer l'autoritat del papa i el Vaticà, i adopta el protestantisme com a culte per a Anglaterra. Aquest fet provoca l'assalt i la destrucció de diversos convents i altres edificis religiosos a Irlanda. És durant el mandat d'Enric VIII i de les seves successores Maria i Elisabet, quan es decideix fer un gir en la tàctica pel control total d'Irlanda. Aquesta nova estratègia consisteix en la progressiva implantació de colònies angleses a l'illa, que es desenvolupà en diverses fases durant més d'un segle.
Des de 1536, Enric VIII decidí conquerir Irlanda i posar-la sota el control de la corona anglesa. La dinastia dels Fitzgerald, comtes de Kildare, que s'havien convertit en els governants reals d'Irlanda al segle xv, s'havia convertit en aliats poc fiables dels monarques Tudor. Havien convidat tropes borgonyones a Dublín per coronar el pretendent dels York, Lambert Simnel, com a rei d'Anglaterra el 1487. De nou el 1536, Silken Thomas  Fitzgerald va entrar en oberta rebel·lió contra la corona anglesa. Després de sufocar aquesta rebel·lió, el rei Enric VIII va decidir posar Irlanda sota control governamental anglès perquè l'illa no es convertís en un punt de partida per a futures rebel·lions i invasions estrangeres d'Anglaterra.
El 1541 Irlanda va passar de ser un senyoriu a un regne. Enric va ser proclamat rei d'Irlanda en una reunió del Parlament irlandès aquell any. Aquesta va ser la primera reunió del Parlament irlandès a la qual van anar tant els cacics gaèlics irlandesos, com l'aristocràcia hibernonormanda. Amb les institucions de govern en el seu lloc, el següent pas era estendre el control anglès al Regne d'Irlanda a la totalitat del seu territori, que Enric reclamà. Això va prendre prop d'un segle, amb diferents administracions, ja negociant o lluitant amb els senyors irlandesos i els senyors anglesos independents.
El 1558, es produeix una dura persecució contra bisbes i altres càrrecs religiosos irlandesos, i en són executats un bon nombre. És aquí quan la comunitat catolicoromana, entre els quals també hi havia anglonormands que no havien canviat de culte, s'uneix més que mai, arrelant profundament un fort sentiment antianglès. Es prohibeix l'ús del gaèlic i altres tradicions i costums autòctons.
Durant aquells anys l'armada espanyola a Irlanda, l'anomenada Invencible, va patir grans pèrdues durant una temporada extraordinària de tempestes a la tardor de 1588. Entre els supervivents hi havia el capità Francisco de Cuéllar, que va fer un notable relat de les seves experiències a Irlanda.
Es va completar la conquesta anglesa durant els regnats d'Elisabet I d'Anglaterra i Jaume I d'Anglaterra, després de diversos conflictes brutals. (Vegeu rebel·lions de Desmond (1569-1573 i 1579-1583 i la Guerra dels Nou Anys 1594-1603, per a més detalls.) Després d'aquest moment, les autoritats angleses a Dublín van establir un control real sobre Irlanda per primera vegada, de manera que tenien un govern centralitzat en tota l'illa, i amb èxit van desarmar els senyorius d'origen gaèlic. Però els anglesos no van tenir èxit en la conversió dels catòlics irlandesos a la religió protestant i els mètodes brutals utilitzats per l'autoritat de la corona (incloent-hi el recurs a la llei marcial) per tenir el país sota control augmentaren el ressentiment cap al govern anglès.

### La fugida dels comtes i les plantacions angleses
A començaments del segle XVII es produeix a Irlanda (principalment al nord) una gran rebel·lió contra la presència anglesa a l'illa. S'inicia una guerra molt dura que comença a decantar-se clarament cap als anglesos a partir del resultat de la batalla de Kinsale (1601). El 1607, la gran majoria de comtes irlandesos abandona l'illa per refugiar-se al continent, principalment a França i Castella. Aquest episodi va ser especialment dramàtic per als irlandesos que encara resistien a la dominació anglesa i serà conegut com a "the flight of the Earls", la fugida dels comtes. A partir d'aquest moment, l'Imperi britànic incrementa encara més la seva política en la implantació de població colona, especialment a l'Ulster, arribant un gran nombre de colons presbiterians provinents d'Escòcia que ocupen les propietats robades a la població irlandesa. Aquesta victòria anglesa esdevé un important triomf moral per a la comunitat protestant. És en aquest moment, també, quan la ciutat de Derry és donada, literalment, a les corporacions de Londres, les quals afegeixen el mot "London" al topònim, i és coneguda com a Londonderry. Les conseqüències de la derrota varen ser terribles per a la població irlandesa. La gran majoria va quedar desposseïda i es va veure obligada a subsistir com a jornalers agrícoles.
Des de mitjans del segle XVI fins a principis del segle XVII els governs de la corona duen a terme una política de confiscació de terres i colonització coneguda com a les plantations. Colons escocesos i anglesos protestants van ser enviats a les províncies de Münster, Ulster i els comtats de Laois i Offaly. Aquests colons protestants substitueixen els terratinents catòlics irlandesos que van ser expulsats de les seves terres. Aquests colons formaven la classe dirigent de les futures administracions designades pels britànics a Irlanda; on aconseguiren un elevat grau de colonització i control fou especialment a la província de l'Ulster. Diverses lleis penals dirigides als catòlics, baptistes i presbiterians, es van introduir per fomentar la conversió a l'establerta (anglicana) Església d'Irlanda.

### Guerres, expropiacions i lleis penals: cap a la devastació d'Irlanda

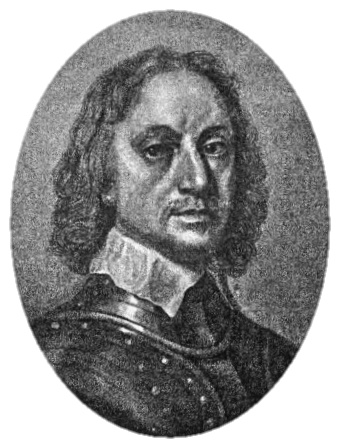
Després d'una rebel·lió irlandesa catòlica inusualment amarga i la guerra civil, Oliver Cromwell, en nom de la Commonwealth anglesa, conquerí Irlanda amb una invasió que va durar de 1649 a 1651. Sota el govern de Cromwell, la propietat de la terra a Irlanda va ser donada aclaparadorament a la soldadesca puritana i a les empreses comercials angleses que pagaren la guerra

El segle XVII va ser potser el més sagnant en la història d'Irlanda. Dos períodes de guerra (1641-1653 i 1689-1691) van causar enormes pèrdues de vides. La despossessió última de la major part de la classe terratinent catòlica irlandesa va ser dissenyada i subordinada a les lleis Penals.

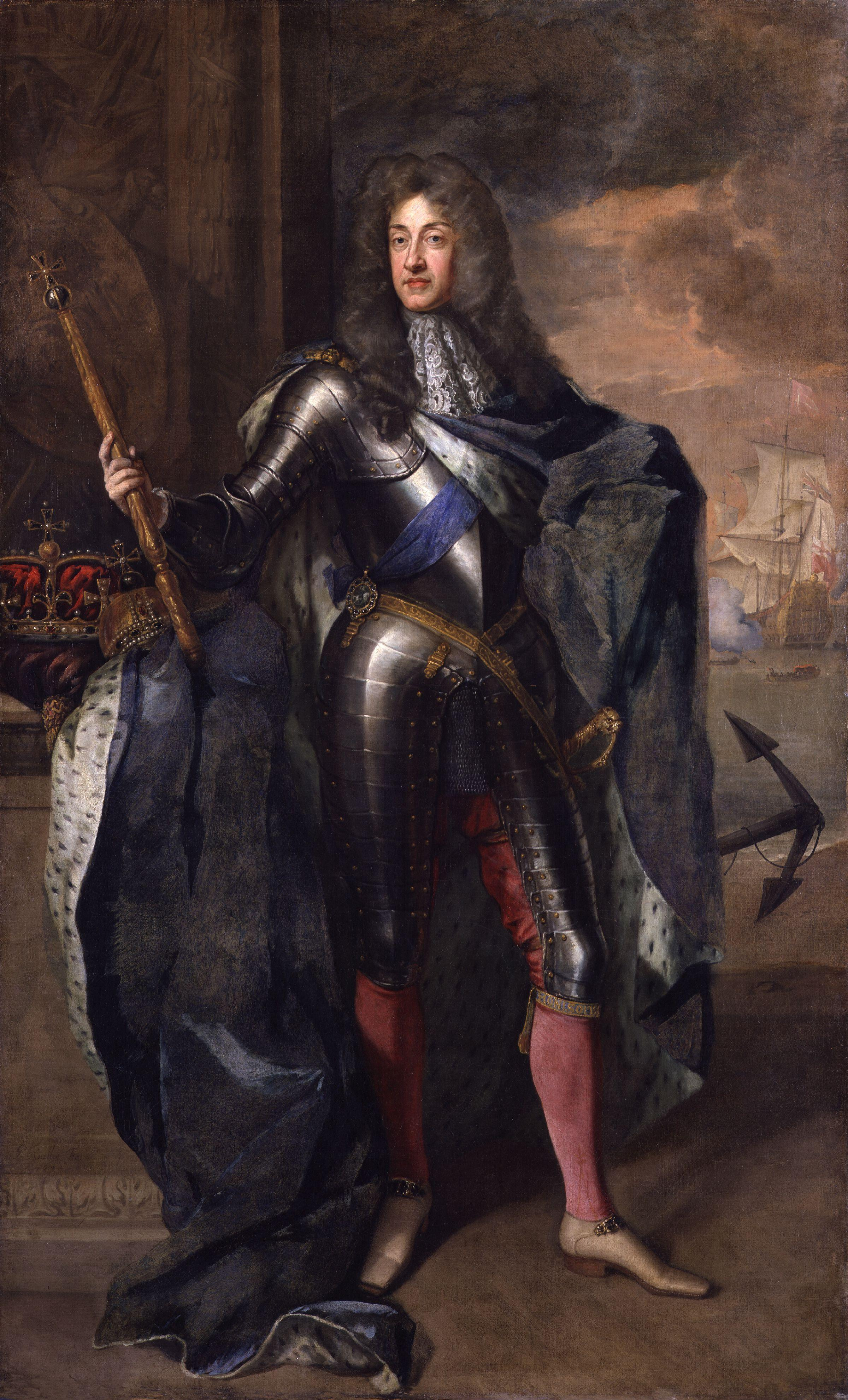
Jaume II d'Anglaterra i VII d'Escòcia. Quaranta anys més tard, els catòlics irlandesos, coneguts com a jacobites, van lluitar per Jaume durant 1688-1691, però no van aconseguir restaurar-lo al tron d'Irlanda, Anglaterra i Escòcia

Durant el segle xvii, Irlanda estava convulsionada pels anomenats 11 anys de guerra, començant amb la rebel·lió de 1641, quan els catòlics irlandesos es van rebel·lar contra la dominació anglesa i els colons protestants. L'alta burgesia catòlica va governar breument el país, anomenat aleshores Irlanda Confederada (1642-1649) en el context de la Guerra dels Tres Regnes. El 1649, aprofitant que s'estava produint una guerra civil a Anglaterra, els camperols irlandesos decideixen aixecar-se en armes fins que Oliver Cromwell la conquerí durant els anys 1649-1653 en nom de la Commonwealth; les forces angleses comandades per Cromwell s'imposen a la rebel·lió i devasten l'illa cruelment; de fet, la conquesta de Cromwell va ser la fase més brutal de la guerra: fins a un terç de la població d'abans de la guerra d'Irlanda va resultar morta o a l'exili. Com a càstig per la rebel·lió de 1641, les terres de millor qualitat que restaven en mans dels catòlics irlandesos van ser confiscades i donades als colons britànics, van començar les plantacions. Diversos centenars de terratinents nadius van ser expulsats, marginats a la província de Connacht, que malgrat ser potser la més bonica, és la més pobra en terreny cultivable. Així es crea un dels primers apartheids de la història, ja que, a més, els irlandesos tindran la prohibició d'esdevenir propietaris i de comerciar o fer cap mena de negoci.
Irlanda va esdevenir el principal camp de batalla després de la revolució Gloriosa de 1688, quan el catòlic Jaume II va sortir de Londres i del Parlament anglès, que el va reemplaçar amb el protestant Guillem d'Orange. Els catòlics irlandesos més rics van recolzar Jaume per intentar revertir les lleis Penals i la confiscació de terres, mentre que els protestants van recolzar Guillem i Maria en aquesta "revolució Gloriosa" per preservar les seves propietats al país, que abans pertanyien als senyors irlandesos; això torna a donar esperances als irlandesos. Jaume i Guillem van lluitar pel Regne d'Irlanda en la Guerra Guillemita d'Irlanda i, així, el 1668 Jaume II arriba a Irlanda amb l'ajuda del rei francès Lluís XIV amb la intenció de presentar batalla a Guillem d'Orange. L'exèrcit de Jaume arriba a les portes de Derry i assetja la ciutat durant 105 dies; finalment, l'exèrcit orangista acaba fent retrocedir l'exèrcit catòlic, que gaudeix del suport de la població irlandesa.
Els catòlics acaben definitivament derrotats després de la batalla de Boyne (esdeveniment que els protestants celebren cada 12 de juliol amb marxes orangistes). Guillem es refugia a Versalles i, un cop més, la població irlandesa viurà temps molt durs. Les prohibicions van augmentar cap a la població irlandesa. No es podia participar en la vida política, estaven exclosos de l'exèrcit, la magistratura, els serveis públics i totes les professions liberals. Les misses catòliques requerien un permís explícit de l'autoritat anglesa, l'ús del gaèlic estava estrictament prohibit; hi havia prohibició de compra de cap propietat ni tampoc existia cap mena de dret a l'herència. A més, els anglesos funden el Trinity College a Dublín, on està prohibida l'entrada de catòlics; d'aquesta manera s'intenta perpetuar l'hegemonia anglesa a Irlanda. Comença per als irlandesos la "Irlanda secreta", on tota una sèrie d'activitats s'organitzaven clandestinament.

#### Esclavitud
Des del XV fins al segle xviii els presoners irlandesos van ser venuts com a esclaus. Durant segles, doncs, els irlandesos van ser deshumanitzats pels anglesos, que els descriuen com salvatges i bàrbars, de manera que el seu assassinat impune i el desplaçament de les seves terres eren del tot justificats. El 1654, el Parlament britànic va deixar a Oliver Cromwell les mans lliures per desterrar als "indesitjables" irlandesos. Cromwell va "arrodonir" literalment el nombre de catòlics per tot el camp irlandès i els va col·locar en vaixells amb destinació al Carib, principalment Barbados. Les autoritats de les Índies Occidentals, per por que els irlandesos es resistissin a la servitud, van tractar els presoners amb molta duresa. Els registres indiquen que els sacerdots catòlics irlandesos eren torturats i executats de manera rutinària. Al voltant de 1655, 12.000 presos polítics havien estat enviats per força a Barbados.

## Naixement del nacionalisme irlandès entre la comunitat protestant
A totes les restriccions imposades des de Londres, s'hi afegia la del comerç. Totes les exportacions i/o importacions havien de passar prèviament per Anglaterra, on eren gravades amb forts aranzels. Això era un obstacle importantíssim per a l'economia de l'illa. Aquest fet va fer que els propietaris i comerciants protestants (d'origen britànic) comencessin a queixar-se a Londres per aquesta injustícia econòmica. Es comença a demanar més marge de poder pel parlament de Dublín.
Esclata la Guerra d'independència dels EUA i això, en certa manera, és un factor positiu per al nacionalisme irlandès. Un bon nombre de tropes angleses són destinades a Amèrica, fent disminuir la presència militar a Irlanda. Així, entre 1778 i 1783, l'Imperi Britànic es veu obligat a fer algunes concessions. S'atorguen més poders al parlament de Dublín, s'aboleixen les lleis restrictives del comerç i se suavitzen les lleis penals i les prohibicions cap a la població irlandesa. Es reconeix el dret de la població catòlica a l'educació i la propietat, però encara estan prohibits els drets polítics. En un país amb un 90% de població catòlica, el parlament és 100% protestant.
La Revolució francesa de 1789 també té els seus efectes a Irlanda. Comencen a néixer reclamacions de justícia i igualtat per a tothom, catòlics i protestants. Neix l'organització dels "United Irishmen", que sota el guiatge de Wolfe Tone plantejarà les seves reivindicacions al parlament de Dublín. Els protestants, principalment de l'Ulster, reaccionen creant l'orde d'Orange, en record a Guillem d'Orange. Els rumors d'una nova ofensiva britànica a Irlanda són forts i Wolfe Tone busca el suport francès per plantar-hi cara. S'inicia la rebel·lió irlandesa de 1798, que confia en el suport francès. L'ajuda francesa es produeix, però és un complet fracàs i un cop més, la derrota precedirà una època de dura repressió. El 1800, el parlament de Dublín és totalment abolit i els parlamentaris irlandesos (tots protestants) s'incorporen al parlament britànic, naixent el Regne Unit de Gran Bretanya i Irlanda mitjançant l'"acta d'Unió". Aquesta nova onada repressiva força alguns irlandesos a prendre el camí de l'exili.

## El modern nacionalisme irlandès i la fam

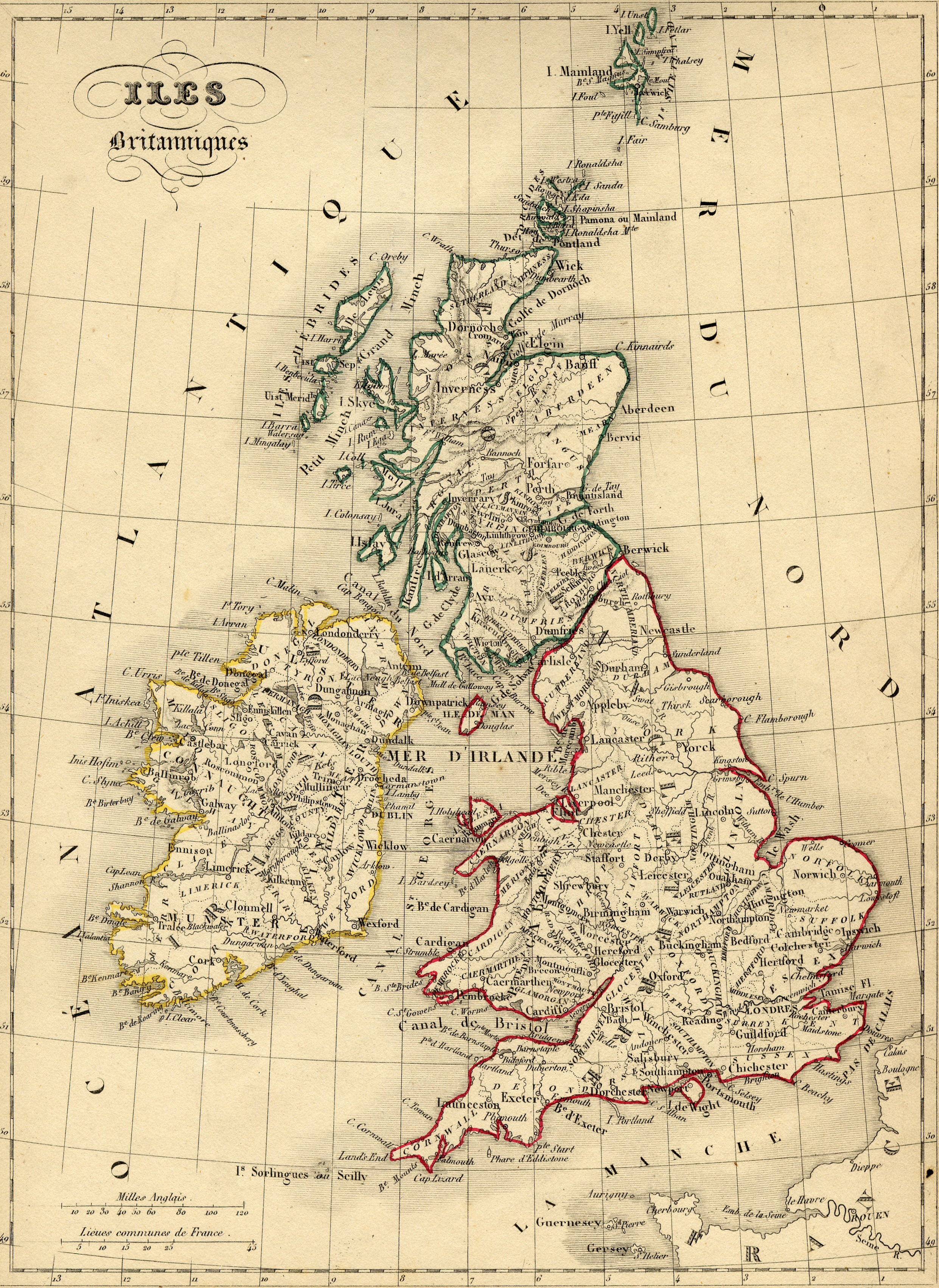
Les Illes Britàniques el 1843, aleshores Regne Unit de la Gran Bretanya i Irlanda.

L'abolició de la prohibició d'educació i d'exercir professions liberals va veure els seus efectes ràpidament entre la població catòlica. Un jove advocat de nom Daniel O'Connell va ser un dels primers líders polítics catòlics. O'Conell va intentar crear un moviment de masses per assolir l'abolició de la "Union Act", el desenvolupament d'una reforma agrària, el retorn del parlament irlandès i el dret de la comunitat catòlica a participar en la vida política i presentar-se a les eleccions. O'Connell funda l'Associació Catòlica, que aviat va aglutinar un gran nombre de militants i simpatitzants. Finalment, Londres atorga el 1823 la "Catholic emancipation Act", que autoritza els catòlics a participar en les eleccions. Aquest fet provocà que diputats catòlics irlandesos entressin a formar part del Parlament britànic.
Justament quan semblava que la causa irlandesa començava a conquerir algunes fites, entre 1845 i 1848 es produeix una terrible època de fam. Una malaltia en la patata (un dels principals conreus irlandesos) sembla que va ser la causa que la gran majoria de collites se n'anessin en orris. Es produeix la mort de centenars de milers de persones i l'emigració cap als emancipats EUA (Boston i Nova York), Glasgow (Escòcia), Liverpool (Anglaterra) i Austràlia és enorme. El govern britànic intenta pal·liar la crisi amb la contractació de fins a 700.000 persones en la construcció de murs de pedres per separar els camps, però no atura la importació de productes agrícoles provinents d'Irlanda. Els llibres dels ports irlandesos demostren que per cada vaixell de mercaderies que arribava al port de Dublín amb "ajudes" d'aliments en sortien sis cap a Gran Bretanya. Per visualitzar les conseqüències de la crisi provocada per la fam, només cal veure una dada: el 1845 la població irlandesa és de 8.500.000 persones. El 1900 aquesta xifra ha descendit fins a situar-se en els 4.000.000 habitants (una reducció de més de la meitat de població).
En tota aquesta època de crisi i de fam, alguns joves funden una associació anomenada Young Ireland (Jove Irlanda), la qual aglutina persones amb diverses creences religioses (catòlics, anglicans i presbiterians) que tenen l'objectiu d'acabar amb les injustícies que pateix Irlanda. Les accions de Young Ireland no són gaire importants, però són ells els que dissenyen la bandera tricolor, actual símbol nacional irlandès: verd dels catòlics, taronja dels protestants i el blanc al mig que els uneix.
Una nova estratègia de resistència neix amb l'ajuda dels irlandesos emigrats a Gran Bretanya i EUA. Així, durant la crisi, es funda a Dublín i a Nova York l'Irish Republican Brotherhood (Fraternitat d'irlandesos republicans). L'organització, de caràcter armat, va créixer ràpidament amb el suport dels irlandesos emigrats. Un dels seus moments àlgids es produeix el 1867, quan es va produir un intent d'alçament a Irlanda, seguit d'una campanya d'atemptats en territori anglès, que va arribar a crear seriosos problemes al govern britànic. La repressió també va ser dura: tres membres de l'organització van ser penjats (seran coneguts com els màrtirs de Manchester) i molts d'altres van passar molts anys a la presó.
El 1868, un primer ministre liberal anomenat Gladstone puja al poder a Londres. Durant el mandat de Gladstone, es posa punt final a la supremacia de l'Església anglicana (protestant) a Irlanda i es concedeixen plens drets a la propietat de la comunitat catòlica. El mandat de Gladstone esperança els irlandesos en la viabilitat d'una lluita pacífica. El 1870, es funda el Home Rule Party (Partit per a l'autonomia) encapçalat per Parnell. Aquest partit ocupa la gran majoria dels escons irlandesos al parlament britànic i, davant la contínua negativa de retornar l'autonomia a Irlanda, es dedica durant un temps a boicotejar les sessions parlamentàries. Parnell mor el 1891 sense veure restaurat el parlament de Dublín. En aquesta època, la comunitat protestant de l'Ulster crea el Partit Unionista per tal d'oposar-se a la concessió de l'autonomia.

## El renaixement de la cultura gaèlica i la creació del Sinn Féin

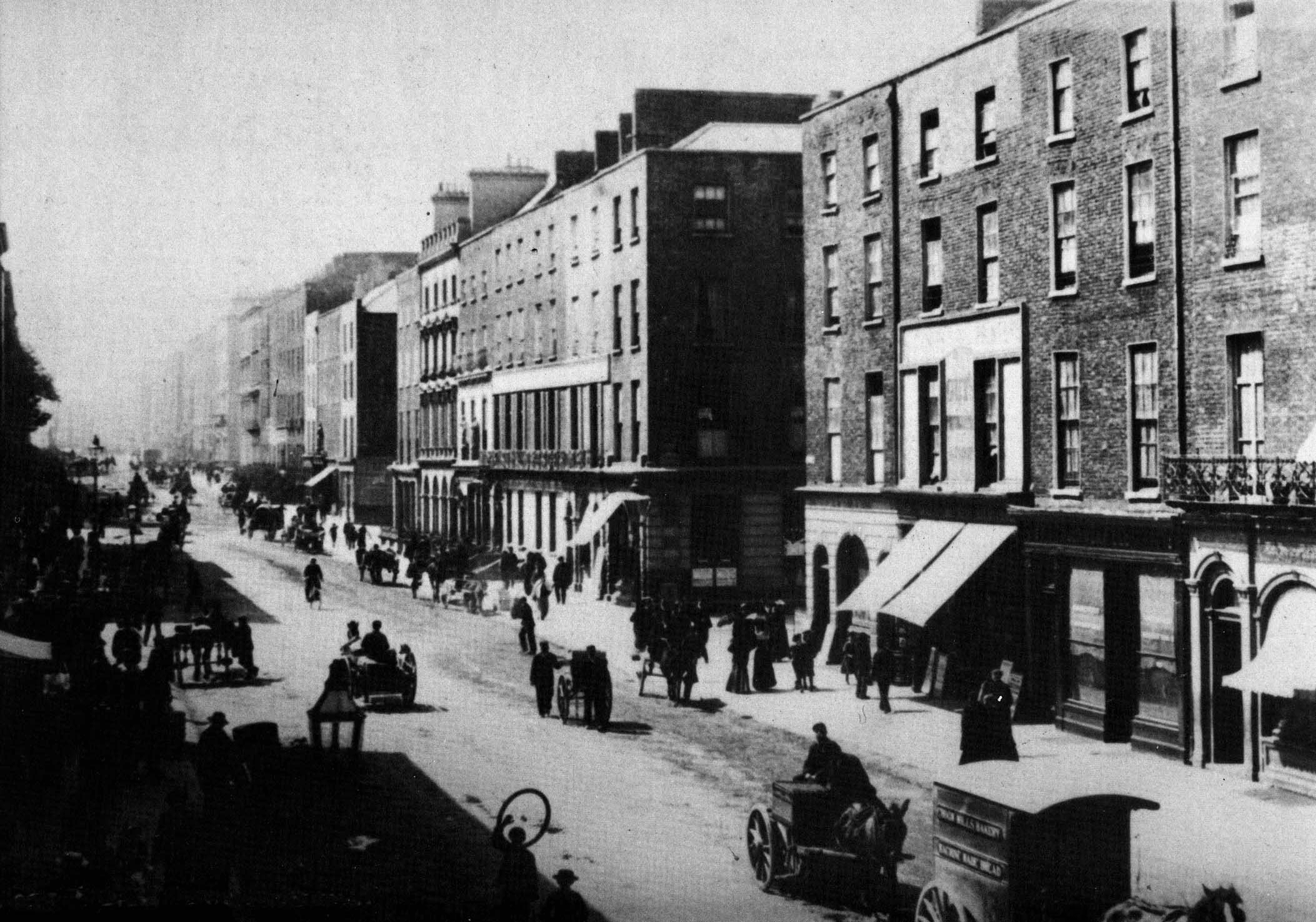
Limerick vers el 1900

A partir de 1884, alguns intel·lectuals irlandesos promouen la creació de tota una sèrie d'institucions amb la voluntat de recuperar la cultura i la llengua irlandesa. Poc de temps després, nous partits polítics veuen la llum amb una voluntat més sobiranista que no pas el partit majoritari a l'època, el Home Rule Party. El 1905 es crea el Sinn Féin ('Nosaltres mateixos' en gaèlic), que promou l'opció abstencionista al parlament britànic i una política desacomplexadament republicana i independentista. El Sinn Féin rep el suport de l'Irish Republican Brotherhood i molts dels seus membres s'integren en el si del nou partit. Arriben les eleccions de 1910 i el Home Rule Party torna a ocupar la majoria dels escons irlandesos al parlament britànic. Per la seva banda, a la comunitat protestant de l'Ulster es crea l'Ulster Volunteer Force (UVF-Força de Voluntaris de l'Ulster), que amb armes provinents d'Alemanya i el suport del Partit Conservador de Gran Bretanya es disposa a fer ús de la violència en cas que s'atorgui l'autonomia a Irlanda. Els nacionalistes irlandesos responen a aquesta amenaça amb la creació dels Voluntaris Irlandesos (Óglaigh na hÉireann). Són temps de radicalització irlandesa i britànica. El 1913, per tal de defensar una vaga general a Dublín, el sindicalista James Connolly organitza un grup obrer armat que rep el nom d'Exèrcit Ciutadà Irlandès, el qual, durant la gran vaga de 1913, planta cara a les forces policials, produint-se enfrontaments armats pels carrers de Dublín.
El 1914, el rei anglès Jordi V signa un decret pel qual s'aplicarà la Home Rule (Autonomia) però no abans de la fi del conflicte bèl·lic mundial (La Primera Guerra Mundial). La decepció irlandesa va ser gran i, fins i tot, alguns sectors buscaran el suport d'Alemanya (en aquell moment en guerra contra el Regne Unit).

## La lluita per la República d'Irlanda

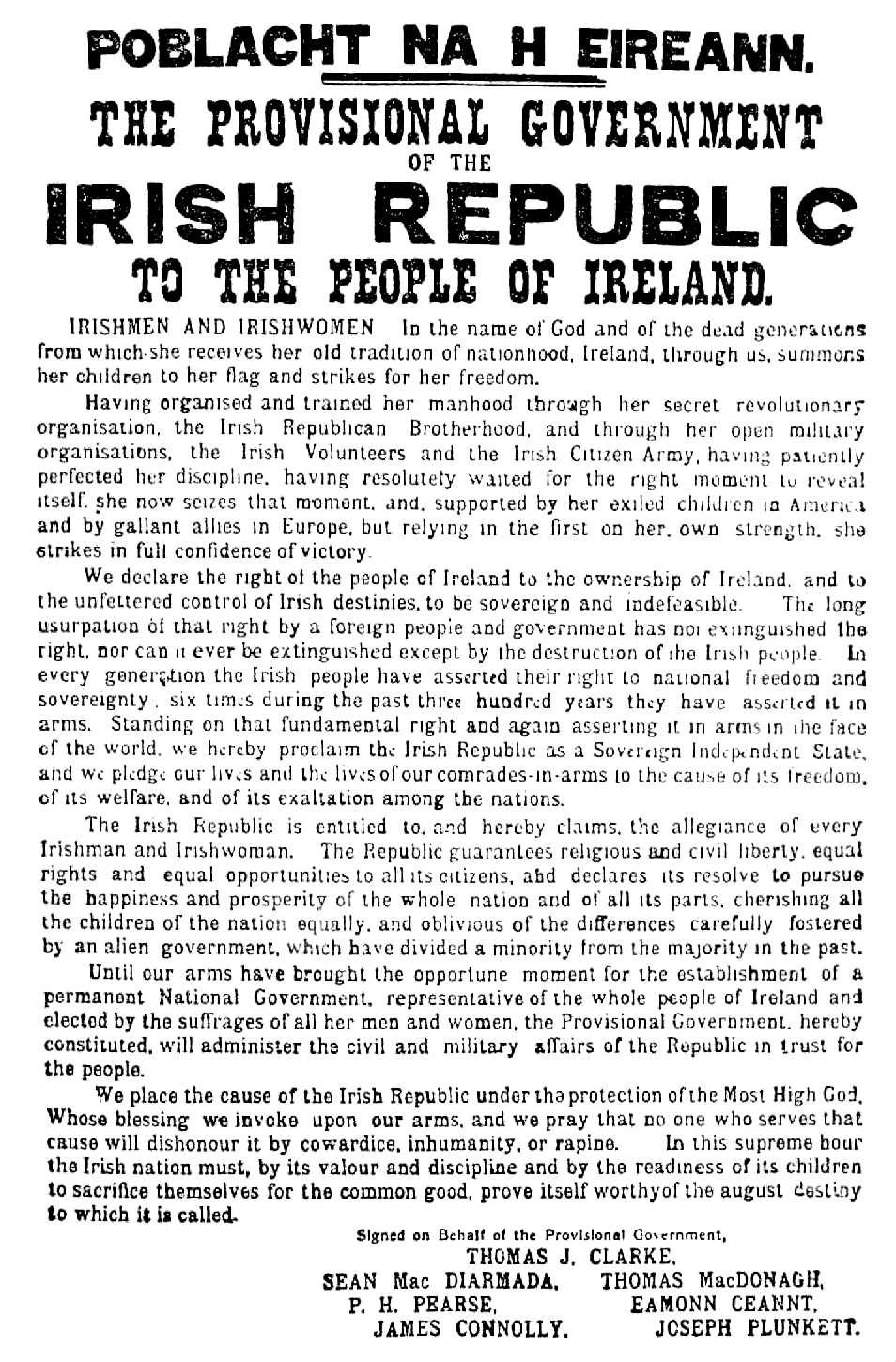
La proclamació de la República irlandesa per l'alçament de 1916

El 1916, una rebel·lió armada sorgeix als carrers de Dublín protagonitzada pels Voluntaris Irlandesos i l'Exèrcit Ciutadà Irlandès, els quals s'uneixen formant l'Army of the Irish Republic (Exèrcit de la República d'Irlanda). Es prenen edificis oficials i James Connolly i Patrick Pearse declaren la creació de la República d'Irlanda des de l'edifici de Correus de Dublín. La resistència al contraatac britànic durarà una setmana, on Dublín serà bombardejat per les forces militars d'ocupació. Els líders de la revolta són capturats i tots seran afusellats amb l'excepció d'Eamon De Valera, salvat per la seva nacionalitat americana (EUA). En aquest judici farsa, James Connolly rebutja defensar-se de cap càrrec dels que se l'imputen (conspiració armada contra la corona, etc., castigats amb la mort), excepte de l'acusació d'haver maltractat els presoners britànics durant la rebel·lió, afirmant que mai es va ferir a cap persona desarmada. Acaba la seva declaració, amb aquestes paraules que passaran a la història d'Irlanda: "Agraeixo a Déu poder haver viscut el dia en què milers d'homes i dones irlandeses van estar preparades per a afirmar la veritat que el govern britànic no té cap dret a Irlanda i reafirmar-la amb les seves vides en cas necessari". Finalment, James Connolly serà afusellat assegut, ja que havia quedat ferit durant els combats. L'execució dels líders de la revolta va fer guanyar suport al Sinn Féin i en les eleccions de 1918, amb Eamon De Valera com a president (empresonat), el partit va obtenir 73 dels 105 diputats irlandesos al parlament britànic (Sinn Féin, 73 / Irish Unionist Alliance, 22 / Irish Parlamentary Party, 6). En totes les províncies, la presència dels vots unionistes és pràcticament nul·la excepte a l'Ulster, on obtenen 22 (dels seus 26) escons contra 15 republicans.

## La Guerra d'Independència (1919-21)
És en aquesta època quan les organitzacions armades irlandeses es fusionen definitivament, creant l'Irish Republican Army (IRA – Exèrcit Republicà Irlandès). Michael Collins, un dels caps de l'IRA, organitza i aconsegueix la fuga d'Eamon De Valera de la presó.

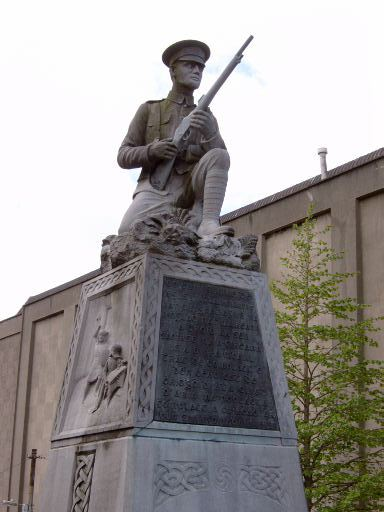
Monument als combatents per la independència d'Irlanda

Els 73 diputats del Sinn Féin deixen els seus escons buits al Parlament britànic, tal com havien anunciat, mentre que al mateix temps, s'impulsa el Dáil Éireann (Assemblea d'Irlanda), que nomenà un govern irlandés presidit per De Valera. Ni l'assemblea ni aquest govern són reconeguts pel govern britànic; però, de fet, serà un autogovern que la gran majoria d'irlandesos aproven i legitimen. El govern britànic, veient com la situació se li escapa de les mans, decideix enviar un exèrcit de mercenaris a combatre la desobediència. Aquests mercenaris seran coneguts com a "Black and tans" ('negres i marrons') pels colors del seu uniforme i seran els responsables d'autèntiques barbaritats i crims contra la població irlandesa. Es produeixen dos anys de guerra entre Black and tans i l'IRA. Finalment, el 1921, una representació del Sinn Féin, amb Michael Collins al capdavant i el govern britànic negocien una treva. Els britànics no podien controlar la situació de cap manera i el problema irlandès començava a tenir uns costos econòmics massa elevats. Gran Bretanya just acabava de sortir de la Primera Guerra Mundial, amb el desgast que això suposa i la guerrilla irlandesa causava veritables estralls, la població donava suport en massa a l'IRA. Se signa un pacte entre les dues parts amb els següents punts principals:
Gran Bretanya reconeix la sobirania irlandesa sobre tota l'illa, però exigeix la creació d'un estat transitori que comprendrà els sis comtats del nord, de majoria protestant. Aquest estat transitori haurà de decidir si s'incorpora a Irlanda o, contràriament, a Gran Bretanya, cosa que fa l'any següent, deixant milers d'irlandesos "abandonats" sota sobirania britànica. Per altra banda, la nova Irlanda serà reconeguda com una monarquia constitucional de 26 comtats, on el monarca britànic regnarà sota el títol de rei d'Irlanda. Irlanda haurà de formar part de la Commonwealth i es crea la figura del governador general (col·locat pels britànics) i el primer ministre (escollit mitjançant sufragi). També es redacta una constitució pròpia.
Quan el tractat és conegut per la comunitat irlandesa, les opinions estan molt dividides. Al Dáil Éireann, es produeixen fortes discussions sobre els resultats de la negociació. Finalment, la votació obté 64 vots favorables al tractat i 57 en contra. Entre els contraris al tractat es troba Mary MacSwiney, que serà la veu de les dones del Sinn Féin, les quals majoritàriament es posicionen en contra del tractat. També són famosos els discursos de Liam Mellows, que defineix la seva oposició al tractat amb aquestes paraules: "En lloc d'anglesos capitalistes enriquint-se mitjançant el sistema polític i econòmic d'Irlanda en l'actualitat, tindríem irlandesos capitalistes enriquint-se amb la llibertat política mitjançant el mateix sistema econòmic. Irlanda no vol un canvi d'amos, seria una ximpleria alliberar Irlanda de la tirania estrangera avui, i en menys de vint anys haver-la de tornar a alliberar de la tirania domèstica".

## La Guerra Civil irlandesa
La major part de l'IRA es mostra totalment en contra del tractat i no l'accepta. L'IRA ocupa l'edifici de Four Courts a Dublín i el 22 de juny de 1922, l'exèrcit de l'Estat Lliure, aprovisionat per les forces britàniques, obre foc contra l'edifici, fent esclatar diversos artefactes. Aquest fet serà l'inici de la Guerra Civil, que acabarà causant més morts que la Guerra d'Independència. Alguns destacats membres del bàndol antitractat seran executats, com Liam Mellows, al desembre del mateix any. També morirà Michael Collins a mans de la guerrilla antitractat durant una emboscada al comtat de Cork. La guerra acaba quan Eamon De Valera, que s'havia posicionat contrari al tractat, l'abril de 1923, fa una crida a aturar les accions armades, d'un costat i l'altre, de manera urgent i definitiva. A partir d'aquest moment, els camins dels 26 comtats del sud aniran separats del camí que seguiran els 6 comtats de l'Ulster sota dominació britànica.

## La República d'Irlanda (els 26 comtats)

Mapa polític d'Irlanda

El Sinn Féin es nega a ocupar els seus escons al Parlament de Dublín, ja que es mostra en contra del tractat signat i de la submissió a la monarquia britànica. Així, els primers anys de l'Estat Lliure són governats pel Fine Gael (la Família Gaèlica), que és un partit polític molt conservador i favorable al tractat i a la partició. El 1926, Eamon De Valera es mostra partidari de participar en les eleccions de l'Estat Lliure per tal d'aconseguir arribar al poder. Bona part del Sinn Féin es mostra contrària a aquesta estratègia, de manera que finalment De Valera i els seus seguidors s'escindeixen del partit i formen el Fianna Fáil (els Guerrers del Destí). Aquest partit acabarà aconseguint el suport majoritari dels electors després de les eleccions de 1932, al mateix temps que debilita el suport del Sinn Féin als 26 comtats. En un començament, el Fianna Fáil gaudirà d'alguns suports de certs sectors de l'IRA. A poc a poc, anirà aconseguint fites que faran anar assolint l'alliberament total dels 26 comtats. El 1937 s'aprova una nova constitució, en què en el seu punt 2 s'afirma que el territori nacional comprèn tota l'illa, cosa que dona legitimitat a la reunificació. El 1949 Irlanda abandona definitivament la Commonwealth, abandonant així tots els lligams que encara la unien a Gran Bretanya i es converteix en una República amb el reconeixement internacional de les Nacions Unides el 1953.
Des d'aquell moment, el Fianna Fáil governarà la major part dels anys, moderant-se a mesura que va passant el temps, cedint el poder de tant en tant a una coalició de partits opositors liderats pel Fine Gael. Per la seva banda, l'IRA continuarà amb les seves accions armades i en la seva lluita per la reunificació d'Irlanda i per la marxa dels britànics de l'Ulster. Així, des de 1939, es realitza el "Bombing Campaign", que consistí en la col·locació d'explosius en diferents punts de la Gran Bretanya. Entre 1956 i 1962, es canvia d'estratègia i s'inicia la "Borders Campaign" (Campanya de les fronteres), que consisteix en l'atac en diversos punts de la frontera entre Irlanda del Nord i la República. Pel govern irlandès, tant pel Fianna Fáil com pel Fine Gael, l'IRA també serà considerada una organització terrorista i també practicarà la repressió contra els seus membres. Aquest fet li comportarà al govern de Dublín més d'una crítica i protesta al llarg de tots aquests anys.
Destaca el període en què el Fianna Fáil recupera el govern sota el guiatge de Mary Robinson, la qual va ser una presidenta que va gaudir d'un índex de confiança molt gran entre els irlandesos. Va impulsar una sèrie de reformes progressistes que van fer perdre poder a l'Església catòlica. Així, durant el seu mandat, entre 1990 i 1997, es legalitza l'ús del preservatiu i de la resta de mètodes anticonceptius, també el divorci, i es despenalitza l'homosexualitat entre altres fites. També intentà aconseguir la despenalització de l'avortament, però no va poder. Irlanda també entrà a formar part de la Unió Europea (1973) i el 2002 també substitueix la seva antiga moneda per l'euro.
A tall de curiositat, tot i que Irlanda del Sud és en l'actualitat una república independent, encara queden restes del passat britànic. Així, amb la llei a la mà, un jove irlandès podria iniciar els tràmits que permetrien l'entrada a l'exèrcit britànic en cas que ho desitgés i, fins i tot, podria arribar a aconseguir el dret de participar en les eleccions legislatives generals del Regne Unit. Tanmateix, pràcticament cap irlandès té el més mínim interès a lluitar per assolir aquests drets.

## Irlanda del Nord (els 6 comtats)

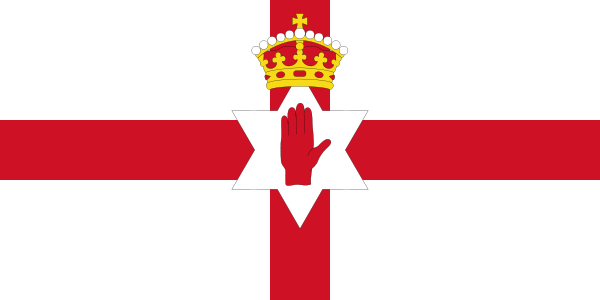
La bandera del nou estat que agrupa els sis comtats del nord-est de l'illa

Després de l'aplicació del tractat i de la partició, la comunitat irlandesa dels sis comtats que romandran sota dominació britànica se sent abandonada per la resta d'Irlanda; el moviment republicà caurà en una profunda crisi de la qual no en sortiran fins a alguns anys posteriors. La comunitat protestant de l'Ulster, per la seva banda, s'encoratja davant el triomf de la seva permanència al Regne Unit i s'estableix un sistema polític, social i econòmic que clarament marginarà la comunitat catòlica i/o irlandesa. Es crea, en paraules de James Craig "un parlament protestant per a una comunitat protestant", sense el més mínim interès per integrar la comunitat irlandesa. Electoralment, s'impulsa un sistema conegut com a Gerrymandering, en què només poden votar els propietaris dels habitatges i en què els propietaris de les empreses tenen la possibilitat de votar fins a 4 o 5 vegades en unes mateixes eleccions segons els impostos pagats. Aquest sistema, no cal dir-ho, sobrerepresenta la comunitat protestant i feia que cada ajuntament tingués batlle unionista, fins i tot en aquells municipis on la majoria de la població era catòlica. Al mateix temps, es crea el RUC (Royal Ulster Constabulary), que serà la policia d'Irlanda del Nord. Els membres d'aquest cos policial seran reclutats entre els sectors unionistes i protestants més radicals (entre un 90 i un 95% dels seus membres), creant d'aquesta manera una força policial totalment polititzada i gens imparcial.
El 1925, es forma una comissió "independent" que haurà d'elaborar un informe en què s'haurà de delimitar la frontera definitiva entre la República d'Irlanda i Irlanda del Nord. Molts republicans posen esperances que aquesta comissió inclogui dins la Irlanda del Sud alguns territoris que han quedat al nord i que són majoritàriament catòlics, però aquesta comissió acaba dictaminant que les fronteres no hauran de ser objecte de modificació. Al mateix temps, el govern irlandès (Fine Gael) signava un document garantint que els sis comtats de l'Ulster pertanyen al Regne Unit. El 1937, com ja s'ha dit, amb De Valera a la presidència del govern irlandès, es publica una nova constitució per a Irlanda, en què es reconeix com a territori nacional la totalitat de l'illa d'Irlanda, article que romandrà vigent fins als acords de pau de finals dels noranta.

## El renaixement del moviment republicà
Els primers anys de crisi republicana van tocant la seva fi quan la repressió per part dels governs britànic i irlandès vers alguns membres de l'IRA empresonats torna a despertar la consciència d'alguns sectors. Així, el 1940, Peter Barnes és penjat a Anglaterra, mentre que Tom D'Arcy i Seán McNeela moriran després de la realització d'una llarga vaga de fam reclamant el seu estatus com a "presoners de guerra". El 1942, un altre membre de l'IRA, Tom Williams, és també penjat i a aquest li seguiran d'altres. Els funerals d'aquests activistes són multitudinaris a Dublín i reactiven l'adormit esperit de lluita i protesta. El 1948, un nou diari republicà, The United Irishmen, comença a circular. El 1951, activistes de l'IRA assalten una caserna a Derry, coincidint amb la visita oficial de la família reial britànica. El 1954, l'IRA assalta una caserna de l'exèrcit britànic a Armagh, apropiant-se d'un nombrós arsenal. A les eleccions de 1955, el Sinn Féin es recupera i obté 12 representants al parlament britànic. El 1956, l'IRA inicia l'operació Harvest, que consisteix en l'atac a casernes i oficines que les forces britàniques tenen a Irlanda del Nord.

## La resposta britànica
L'autoritat britànica respon a l'augment d'activitat per part de l'IRA i la resistència irlandesa procedint a la il·legalització del Sinn Féin, fet que s'acaba produint el 1957 i que durarà fins al 1974. Alhora, el RUC (policia nord-irlandesa) augmenta la duresa en la seva repressió. El mateix any 1957, Seán Sabhat i Fergal O’Hamlon són morts per l'actuació d'aquest cos policial. També el RUC, a partir d'aquell mateix any de 1957, seguint les directrius de les autoritats britàniques, començarà a aplicar la pràctica de l'"internment without trial", és a dir, empresonament sense judici. Circulen uns documents entre els membres del RUC en què es diu que tota persona sospitosa de voler acabar amb l'autoritat britànica a la zona podrà ser empresonada de manera "preventiva". El 1958, James Crossan, membre del Sinn Féin, és assassinat pel RUC sense que cap agent fos imputat per cap mena de conducta inapropiada. El 1965, el Sinn Féin decideix variar la seva estratègia i decideix ocupar els escons al parlament de Dublín i d'Irlanda del Nord. Això provoca una escissió en el si de l'IRA el 1969. Mentre l'ala oficial decidirà optar per declarar una treva, sorgeix també l'IRA provisional, que mantindrà vigent la lluita armada.

## La lluita pels drets civils
Diversos agents socials de la població civil irlandesa/catòlica de l'Ulster es comencen a mobilitzar per acabar amb les injustícies i les desigualtats que afecten aquest sector de la població d'Irlanda del Nord. El moviment s'organitza en la Nothern Ireland Civil Rights Association (NICRA), que aconsegueix aglutinar diversos sectors republicans i fins i tot algun de protestant. Es produeixen multitudinàries manifestacions, que pressionen el govern britànic. Es reclama la fi del Gerrymandering (sistema electoral discriminatori) sota el lema: "One man, one vote" (una persona, un vot), la fi del sectarisme, el final de la discriminació laboral i la fi de l'empresonament sense judici. Les marxes que es van anar succeint durant la segona part de la dècada dels seixanta varen culminar en la gran marxa de 1968 a Derry, la qual va ser durament reprimida pel RUC. Aquesta repressió, que va afectar membres de la premsa, va acabar jugant en contra de l'autoritat britànica, ja que les dures imatges de la repressió a una manifestació pacífica van ser objecte de comentari en multitud de mitjans de comunicació arreu del món.

## Els "Troubles", o els 30 anys de conflicte armat
Encara que mai ha estat reconeguda oficialment com a "guerra", els anys que van des de finals de la dècada dels seixanta fins als acords de pau als noranta han sigut una guerra de facto entre dues societats fortament enfrontades a Irlanda del Nord.
A Derry, després de la dura repressió a la manifestació pels drets civils del 1968, el moviment republicà es radicalitza encara més. El 1969, es produeix una autèntica revolta al barri catòlic del Bogside, que acabarà sent popularment conegut com a Batalla de Bogside. La "batalla" durarà un any i es desencadena després que el RUC assassinara dos civils al barri. La comunitat republicana aixecà enormes barricades al Bogside i als barris catòlics veïns (Brandywell i Creggan) impedint l'entrada de les forces policials. El RUC inicia llavors una ofensiva per recuperar el control de la zona, però aquesta ofensiva fracassarà, a causa de la resistència veïnal que durant tres dies i tres nits impedeix l'entrada de la policia. Nombrosos membres del RUC resultaran ferits i la policia es veurà obligada a retrocedir. Uns dies més tard, el govern britànic decideix posar fi a la revolta enviant els B Specials, que és la policia d'elit britànica. Aquests també seran testimonis de la "rebuda" del Bogside i finalment, un any després, és el mateix exèrcit britànic l'encarregat de posar punt final a la revolta emprant un contingent de 5.000 soldats recolzats amb carros de combat.
El mateix any (1969), a Belfast, es produeix una autèntica batalla entre barris catòlics i protestants. Diversos carrers de transició entre barris són escenari de trets i explosions i serà famosa una "incursió" d'unionistes a Bombay Street (barri catòlic), on els protestants aniran cremant impunement les cases del carrer, tot mostrant la Union Jack.
El 1972, a Derry, la NICRA promou una nova manifestació per tornar a incidir en la reclamació dels drets civils per a tothom. La manifestació recorre els carrers del Bogside, aplega 20.000 persones que reclamen el final de l'internament sense judici, la discriminació laboral, etc., però la marxa serà finalment recordada com a Bloody Sunday (Diumenge Sagnant), ja que el cos de paracaigudistes de l'exèrcit britànic reprimirà la manifestació amb foc real, matant 14 persones. Després d'aquells fets, cap militar britànic va ser inhabilitat. L'excusa va ser que els manifestants van atacar els militars amb foc real i bombes, i que l'exèrcit es va veure obligat a respondre, però no és això el que testimonien els nombrosos presents i fotografies. Cap soldat britànic no va resultar ferit aquell dia.
L'internament sense judici va ser una pràctica habitual entre el RUC i la resta de forces d'ordre britàniques, i foren més de 2.000 persones afectades per aquesta pràctica instaurada fins al 1975.
El 1972, a Belfast 5 civils són morts després de trets del RUC. L'IRA provisional realitza accions contra diversos interessos britànics durant la dècada dels setanta, com la bomba que va esclatar a la presó de Montjoy, però en augmentar també la repressió a la República d'Irlanda, també actua a l'altre costat de la frontera, atemptant contra comissaries de la Garda (policia de la República d'Irlanda) i altres objectius. El 1974, es produeix un motí a la presó de Long Kesh per part dels presoners polítics de l'IRA, la revolta serà reprimida durament. L'autoritat britànica decideix optar per l'estratègia del càstig al republicanisme radical i la negociació amb el republicanisme més moderat, representat per l'SDLP. Es prohibeixen els esports gaèlics (Hurling i futbol gaèlic). Són anys de revoltes, atemptats d'ambdós bàndols, morts, i presumptes tortures a les comissaries i presons, etc. El 1979, es produeix a Belfast un míting realment massiu, en què diversos oradors demanen enèrgicament la retirada de l'autoritat britànica d'Irlanda. El 1980, diverses presoneres republicanes asseguren haver patit diversos maltractes i vexacions a les presons.
El 19 de desembre de 1980, els presoners del Bloc H (màxima seguretat) de la presó d'Armagh finalitzen una vaga de fam, ja que existeixen indicis d'una possible negociació amb les autoritats. Els presoners rebutgen vestir amb l'uniforme de la presó, ja que el consideren un uniforme criminal. Per contra, van despullats amb una manta al voltant del cos. Esperen que se'ls deixi portar la seva pròpia roba i millorar algunes de les pèssimes condicions en què es troben (manca de tota l'aigua necessària, manca de matalassos per dormir…). Les negociacions fracassen i els presos es revolten a les seves cel·les, trencant tot allò que tenen a l'abast. A partir de març de 1981, els presos decideixen tornar a començar una vaga de fam, aquest cop fins a les darreres conseqüències. El primer presoner a posar-se en vaga és Bobby Sands i els altres aniran entrant-hi gradualment. La situació és molt delicada, les autoritats es neguen a negociar i les famílies dels presos pateixen moltíssim amb la situació. Davant l'immobilisme britànic, el Sinn Féin i els presos decideixen que una bona estratègia de pressió seria proposar Bobby Sands com a candidat als comtats de Tyrone i Fermanagh en les properes eleccions. La candidatura de Sands mou moltíssima gent en la seva campanya electoral i s'aconsegueix que els altres partits republicans no es presentin separant el vot catòlic. Finalment, el 30 d'abril de 1981, Sands guanya les eleccions a Fermanagh i South Tyrone (30.492 vots contra 29.046 del candidat unionista) convertint-se així en diputat del parlament britànic. L'alegria de la victòria contrasta amb la ràbia i tristor que provoca l'immobilisme britànic en el tema de les presons. Finalment, molt poc després de les eleccions, Sands mor i després d'ell, nou presos més seguiran el seu camí. Algunes famílies decideixen posar fi a la dramàtica situació i autoritzar l'alimentació forçosa. La mort dels 10 presos provoca un impacte brutal en la societat republicana, i es produeixen avalots en algunes localitats. Els funerals seran multitudinaris.

Segueixen més de 10 anys de tensions i conflicte, en què es produeixen diverses morts d'un i l'altre costat. El 1983, es produeix la fugida de 38 presos del bloc H de la presó de Long Kesh, El govern britànic emprarà molts dels seus recursos en la detenció dels fugits. Entre 1983 i 1987, uns 25 funerals republicans són atacats pel RUC. Es fan tristament famoses les escenes de cops de porra d'antiavalots als cementiris. El 1988, tres membres de l'IRA desarmats són assassinats a trets a Gibraltar per soldats britànics. El funeral d'un dels membres serà atacat amb granades i trets per part de paramilitars unionistes: moriren tres persones més i resultaran ferides unes quantes. El mateix any, el Sinn Féin i l'SDLP emprenen unes primeres converses amb la finalitat de poder crear un "escenari de pau". El 1989, al mateix temps que queia el mur de Berlín, diversos activistes, desafiant les forces policials i militars britàniques, procedeixen al desbloquejament i la reobertura de les carreteres, tallades anys enrere amb terra, runa i deixalles, entre la República i Irlanda del Nord.

## El procés de pau
Serà a partir de la dècada del noranta quan comença el final de l'activitat armada d'ambdós bàndols a Irlanda del Nord. El 1994, l'IRA declara una treva després de l'evolució de diversos contactes secrets amb el govern britànic. Un mes després, les principals organitzacions armades unionistes també s'afegeixen a l'alto el foc. S'apropen presos des de presons angleses i el Sinn Féin veu reconegut el seu paper com a actor polític imprescindible, tant al nord com al sud d'Irlanda. Aquelles negociacions es van acabar truncant i el 1996 l'IRA anuncia la represa de la seva activitat armada, fent dos atemptats a zones de negoci de Londres i Manchester que causaran unes pèrdues econòmiques brutals al Regne Unit. El Sinn Féin torna a quedar exclòs per la resta de forces polítiques, tot i que les darreres eleccions li donen el 16% dels vots. Durant els anys següents, es produeixen violents enfrontaments quan en les celebracions del 12 de juliol, les marxes orangistes insisteixen a desfilar també pels barris catòlics. Finalment, el 1997, ja amb Tony Blair com a primer ministre, l'IRA anuncia un segon alto el foc. A partir d'aquí, per primera vegada des de 1921, republicans i catòlics s'asseuen a una mateixa taula per negociar el futur d'Irlanda del Nord. També serà la primera vegada, des que Michael Collins negocià el tractat d'independència d'Irlanda (del sud), en què un primer ministre britànic rebrà públicament un representant del Sinn Féin.
Les negociacions entre totes les forces polítiques i els governs britànic i irlandès comencen des d'aquest moment. Finalment, la Setmana Santa de 1998 s'arriba a un acord que passarà a la història com The Good Friday Agreement (l'acord de Divendres Sant). Aquest acord força ambigüitats, cosa que permet sortir amb el cap alt a totes les forces. Aquestes ambigüitats, però, hauran de ser concretades en els anys posteriors. L'acord estableix la creació de tres noves institucions: 
- Un parlament propi per a Irlanda del Nord amb 108 escons. Aquest parlament tindrà certs poders legislatius i executius, s'escollirà un president i 10 ministres sortits de tots els partits de la província. Això obliga tots els partits a "conviure" en l'executiu amb la resta de forces de tots dos bàndols.
- Un consell que relacionarà Irlanda del Nord i la República d'Irlanda en relació amb certs àmbits (agricultura, turisme, pesca, transports…). Per primera vegada, algunes decisions que afecten Irlanda del Nord són preses des de Dublín.
- Un altre consell que relacionarà Irlanda del Nord, Escòcia, Gal·les i Anglaterra, on es tindrà l'objectiu d'afavorir les relacions entre aquests territoris.

A part d'aquestes noves institucions, es pacten una sèrie de d'acords per part de totes les parts: 
- El respecte a la voluntat del poble d'Irlanda del Nord en les eleccions democràtiques.
- El compromís amb la pau de totes les forces polítiques representades.
- Cercar el desarmament dels diversos grups armats.
- L'alliberament de la majoria de presos d'aquelles organitzacions que respecten l'alto el foc. *La modificació de la demanada constitucional irlandesa sobre Irlanda del Nord (la constitució de la República d'Irlanda modifica el seu segon punt, en què es reconeixia com a territori nacional la totalitat de l'illa).
- Finalment, també es reconeix el gaèlic com a idioma oficial d'Irlanda del Nord.

Durant els anys posteriors, s'ha anat avançant, encara que amb molts entrebancs, cap al compliment d'alguns dels diversos acords, molts d'altres, deu anys després continuen sense cap avenç. L'autonomia nord-irlandesa va ser suspesa per Londres (i posteriorment retornada) a causa de les pressions del Partit Democràtic Unionista, partit unionista més radical i majoritari, contrari a la negociació, si aquesta incloïa el Sinn Féin. Així, el Partit Democràtic Unionista (DUP) es negà a governar al costat del Sinn Féin. Finalment, però, el 2007 es tornen a produir eleccions i, després d'alguns mesos de negociació, s'arribà a un acord entre el DUP i el Sinn Féin per restablir el Parlament nord-irlandès. El reverend Ian Paisley (DUP) governà com a primer ministre, mentre que Martin McGuinness (Sinn Féin) fou escollit vice-primer ministre.
Al cantó republicà, diversos sectors s'han sentit traïts per la deriva reformista que està prenent el Sinn Féin. No veuen amb bons ulls les negociacions amb els britànics i totes les cessions que s'estan fent. Així, hi ha hagut diverses escissions, com el sector anomenat Sinn Féin Republicà o el Moviment per la Sobirania dels 32 Comtats, que es mantenen favorables a mantenir la lluita armada, juntament amb l'Irish Republican Socialist Party, tot considerant la negociació com a l'inici de la derrota i l'acceptació de la llei britànica a Irlanda.